# دانشگاه بیهانگ
دانشگاه بی هانگ (بیهانگ) یا دانشگاه هوانوردی و فضانوردی پکن ؛ BUAA یک موسسه آموزش عالی دولتی غیرانتفاعی است که در محیط شهری کلان شهر بزرگ پکن ، چین است و بزرگترین دانشگاه چین و دانشگاه پیشرو فناوری چین نیز به شمار می‌آید. این دانشگاه وابسته به وزارت صنعت و فناوری اطلاعات چین است. این دانشگاه در رتبه‌بندی دانشگاه‌های جهان، بهترین دانشگاه جهان در رشته مهندسی هوافضا است و رتبه نخست را دارد.
دانشگاه بیهانگ  نخستین دانشگاه چینی است که بر آموزش و تحقیق در زمینه هوافضا و فضانوردی تمرکز دارد و همواره به عنوان یکی از برترین دانشگاه‌های مهندسی در چین در نظر گرفته می‌شود. این دانشگاه با بیش از 70,000 دانشجو در پردیس‌های پکن و ژانگجیاکو، به عنوان بزرگترین دانشگاه چین ظاهر شده است.
این دانشگاه بخشی از پروژه 211 ، پروژه 985 و ساخت و ساز درجه یک دوگانه است.  این دانشگاه جزو مدیران برتر بین المللی در مهندسی نیز هست.
این دانشکده به عنوان کالج هوانوردی پکن (北京航空学院) در سال 1952 با ادغام بخش های هوانوردی هشت دانشگاه نخبه در آن زمان، از جمله دانشگاه پیانگ ، دانشگاه چینهوا ، دانشگاه شیامن ، دانشگاه سیچوان و دانشگاه چونگ کینگ تاسیس شد. در آوریل 1988، دانشکده به دانشگاه هوانوردی و فضانوردی پکن تغییر نام داد.   BUAA به عنوان یکی از هفت پسر دفاع ملی در نظر گرفته می شود. 
این دانشگاه در کنار جنگل و با فضای سبز بزرگ ساخته شده و از کنار دانشگاه، رودخانه عبور می کند. با توجه به معماری خاص ساختمان های آن و واقع شدن آن ها در کنار محیط سبز و جنگلی پکن، به زیباترین دانشگاه جهان شهرت دارد.

## تاریخچه دانشگاه

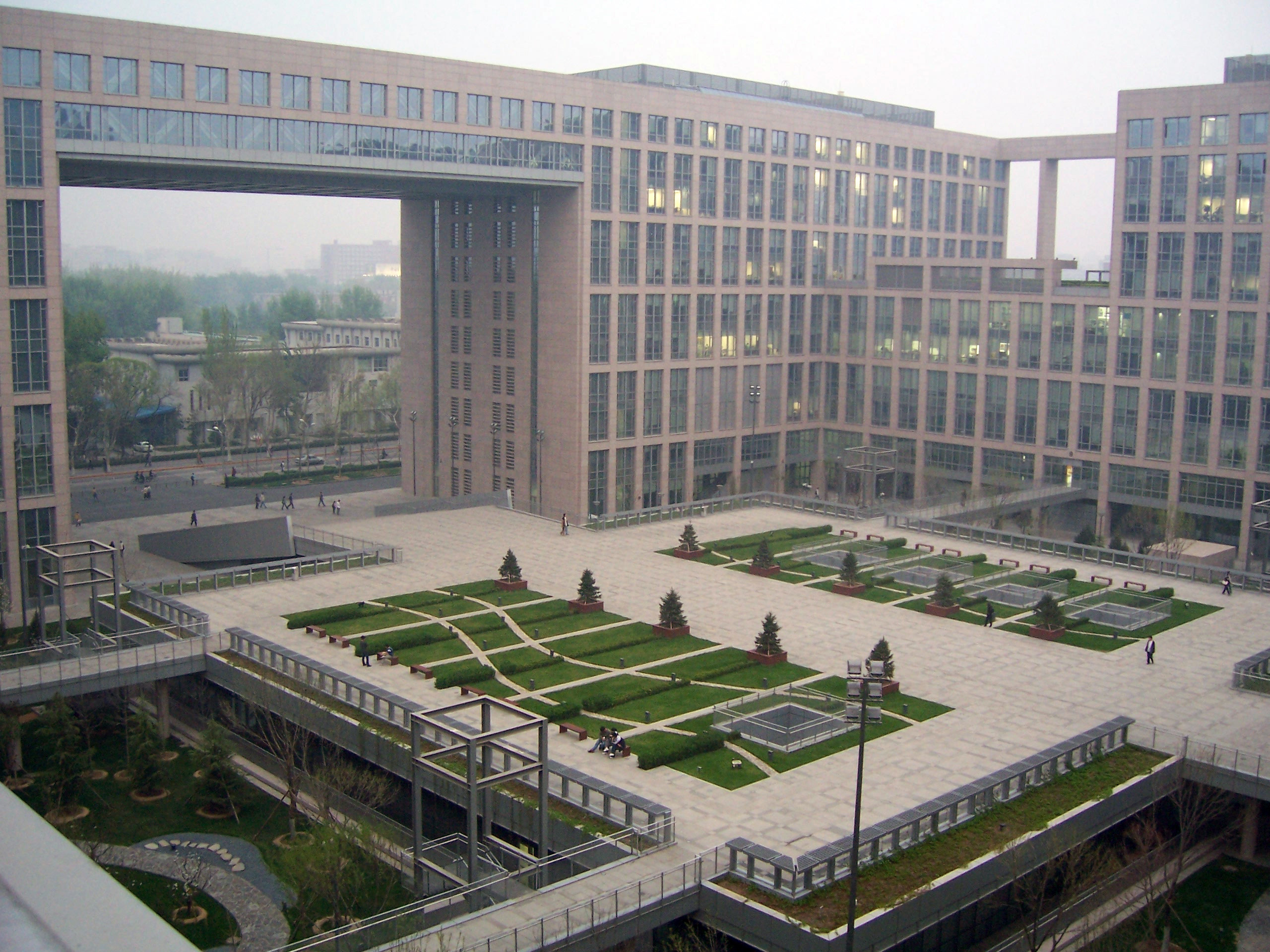
محیط امروزی دانشگاه بیهانگ

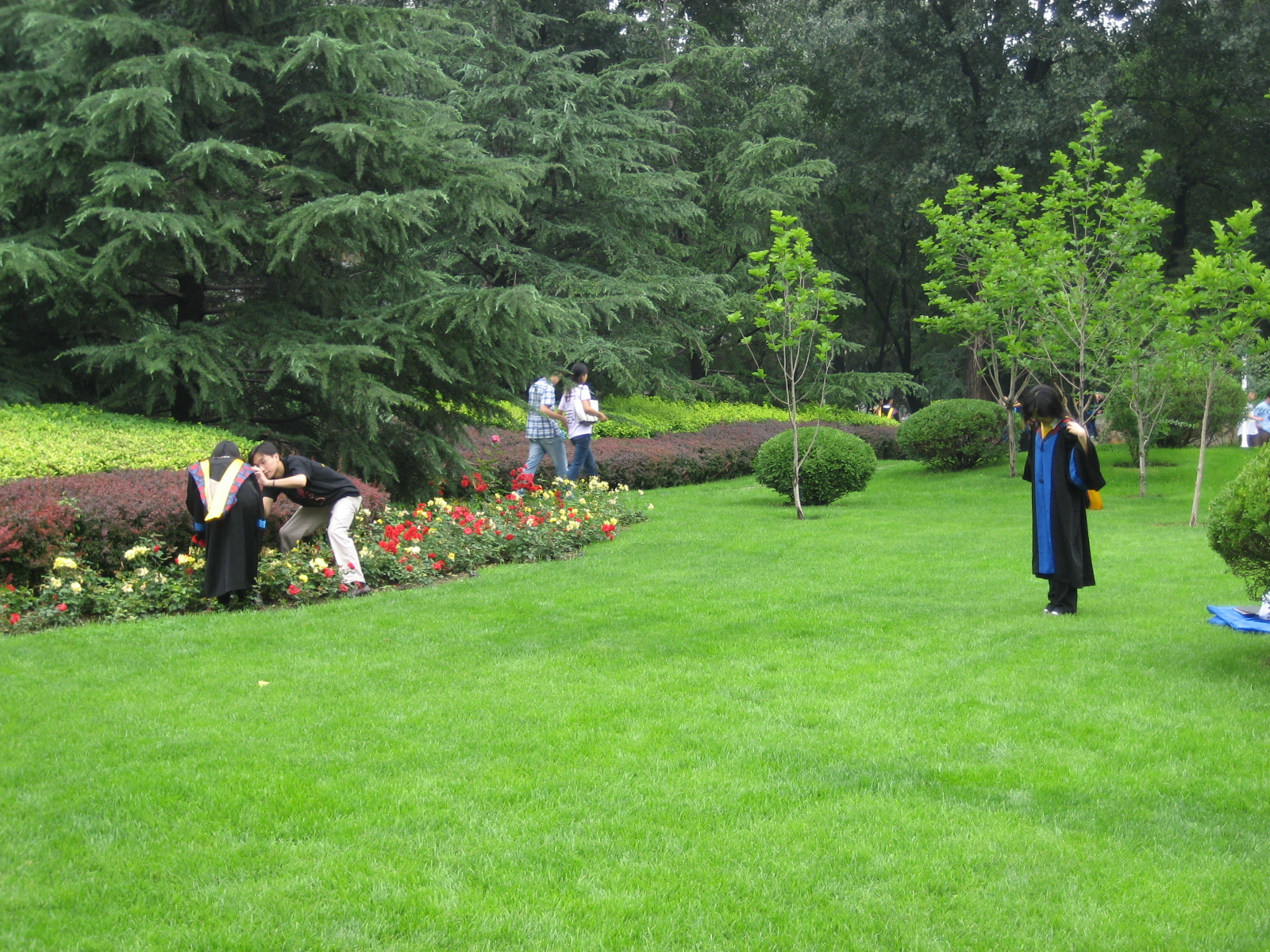
دانشجویان در محیط سبز اطراف دانشگاه بیهانگ

دانشگاه بی هانگ به عنوان اولین مؤسسه آموزش عالی هوافضا در چین جدید و مهد مهندسان هوانوردی قرمز، از زمان تأسیس، یک مؤسسه ملی کلیدی آموزش عالی بوده است. دانشگاه بیهانگ یکی از اولین دسته از دانشگاه های کلیدی ملی (1959)، در میان اولین دسته از 211 دانشگاه پروژه (1997) و اولین دسته از دانشگاه های ساختمانی دانشگاهی در سطح جهانی (رده A) (2017) است که رتبه های هفتم تا دهم را به خود اختصاص داده است. این مؤسسه کلیدی آموزش عالی در برنامه پنج ساله است. این دانشگاه عضو دانشگاه پروژه اصلی 985 است. همچنین برای طرح اورست، طرح 2011، طرح 111، و آموزش مهندسی برجسته انتخاب شده است.

### پیدایش
دپارتمان‌های هوانوردی هشت دانشگاهی که در تأسیس مؤسسه هوانوردی و فضانوردی پکن شرکت کردند عبارتند از: دانشگاه تسینگ‌هوا، دانشگاه بی یانگ (دانشگاه جین‌جین امروزی)، کالج پلی‌تکنیک شمال‌وسترن (دانشگاه پلی‌تکنیک شمال غربی امروز)، دانشگاه شیامن، و دانشکده دانشگاه شمال چین. مهندسی (مؤسسه فناوری پکن امروز) ، بخش های هوانوردی کالج صنعتی جنوب غربی (دانشگاه چونگ کینگ فعلی)، دانشگاه سیچوان و دانشگاه یوننان.
بخش‌های هوانوردی مؤسسات آموزش عالی چین نسبتاً دیر توسعه یافتند و از نظر قدرت ضعیف هستند. اگرچه فنگ رو اولین هواپیمای چینی را در سال 1909، پنج سال پس از برادران رایت ساخت، صنعت هوانوردی چین به دلیل تفکر قدیمی و آشفتگی ها نتوانسته است توسعه بیابد. تا اینکه حادثه 18 سپتامبر و جنگ مقاومت 128 سونگو که با درس دردناک انقیاد ملی مواجه شد، مردم چین به تدریج به اهمیت فناوری هوانوردی پی بردند و مفهوم "نجات هوایی ملت" متولد شد. با در نظر گرفتن این مفهوم، برای فراگیری دانش هوانوردی از اقیانوس ها به اروپا و آمریکا سفر کردند و پس از بازگشت به چین، با غلبه بر مشکلات فراوان و ایجاد دپارتمان های هوانوردی، در تلاش برای پرورش علم هوانوردی چین بودند. استعدادهای اولین رشته مهندسی هوانوردی در چین، گروه مهندسی هوانوردی بود که توسط دانشگاه چنگهوا در گروه مهندسی مکانیک دانشکده مهندسی در سال 1934 تأسیس شد. اما به دلیل وقوع جنگ ژاپن و دلایل دیگر در اواسط دهه 1940، تنها دانشگاه چنگهوا، بیانگ وجود داشت و چند دانشگاه مانند دانشگاه جیائوتنگ، دانشگاه ژه تیانگ و دانشگاه شیامن بخش‌های مهندسی هوافضا را تأسیس کردند. با تاکید و نیاز کشور به صنعت هوانوردی پس از تاسیس جمهوری خلق چین و با کمک تعدیل کالج ها و دانشگاه های سراسر کشور از سال 1951 به رهبری دولت جمهوری خلق چین، کالج ها و بخش های هوانوردی در سراسر کشور شروع به انتقال به چند کالج و دانشگاه کردند.
در مارس 1951، کمیته مرکزی حزب کمونیست چین تنظیمات اولیه ای را در بخش های اصلی مهندسی هوانوردی و موضوعات دانشگاه های داخلی انجام داد: بخش های هوانوردی دانشگاه چنگهوا، دانشگاه بیانگ، مؤسسه پلی تکنیک شمال غربی و دانشگاه شیامن برای تشکیل دانشکده ادغام شدند. مهندسی هوانوردی دانشگاه چنگهوا؛ گروه مهندسی هوانوردی دانشگاه یوننان این گروه به بخش هوانوردی دانشگاه سیچوان ادغام شد؛ بخش هوانوردی کالج صنعتی مرکزی سابق (که در آن زمان به کالج صنعتی جنوب غربی تغییر نام داد) و هوانوردی گروه دانشگاه شمال چین ادغام شد و بخش هوانوردی موسسه فناوری پکن را تشکیل داد. در 10 دسامبر همان سال، نخست وزیر ژو انلای جلسه ای برای بحث در مورد طرح انتقال صنعت هوانوردی از تعمیر به تولید تشکیل داد. لی فوچون معاون نخست وزیر پیشنهاد کرد که "ساخت دانشگاه هوانوردی فوری است." نخست وزیر ژو انلای موافقت کرد و دستور داد. "پیشنهادات شما را دنبال کنم."
در ماه مه 1952، مطابق با دستورالعمل نخست وزیر ژو انلای مبنی بر ایجاد دانشگاه تخصصی هوانوردی و تصمیم به تأسیس دانشکده هوانوردی در "قطعنامه ساخت صنعت هوانوردی" صادر شده توسط کمیسیون نظامی مرکزی، وزارت آموزش مرکزی تدوین کرد. طرحی برای تعدیل گروه‌های آموزشی در دانشکده‌ها و دانشگاه‌های سراسر کشور، تعدیل‌های بیشتر در بخش هوانوردی انجام شد. در 12 ژوئن، وزارت صنایع سنگین و وزارت آموزش و پرورش تصمیم گرفتند و با تأیید کمیسیون مالی و اقتصادی دولتی و موافقت کمیسیون نظامی مرکزی، رسماً برای تأسیس مؤسسه صنعت هوانوردی پکن آماده شوند.
در 24 اکتبر 1952، وزارت آموزش و پرورش سند تأییدی برای تأسیس مؤسسه صنعت هوانوردی پکن (به طور رسمی به عنوان مؤسسه هوانوردی و فضانوردی پکن یا به اختصار دانشگاه بی هانگ شناخته می شود) صادر کرد. تقریباً در همان زمان، بخش‌های هوانوردی دانشگاه مرکزی سابق، دانشگاه ژجیانگ و دانشگاه جیائوتنگ در مؤسسه هوانوردی چین شرقی (واقع در نانجینگ) ادغام شدند، که بعداً به شیان نقل مکان کرد و در مؤسسه پلی‌تکنیکی شمال غربی ادغام شد. پس از اینکه بخش هوانوردی به دانشگاه چنگهوا منتقل شد تا دانشگاه پلی تکنیک شمال غربی تشکیل شود.
در ماه مه 1953، پس از اینکه مؤسسه هوانوردی پکن پردیس خود را در بیانژوانگ، منطقه هایدیان، حومه شمال غربی پکن انتخاب کرد، ساخت و ساز به طور رسمی در 1 ژوئن بر روی یک قطعه زمین کشاورزی و گورهایی بدون جاده در اطراف آغاز شد. کارگران شبانه روز کار کردند و 60000 متر مربع ساخت و ساز را در عرض نیم سال به پایان رساندند. در مهرماه همان سال، همه دانشجویان و تعدادی از اساتید و کارکنان به مدرسه جدید نقل مکان کردند و شروع به مطالعه و کار عادی کردند. کارهای ساخت و ساز سرمایه برنامه ریزی شده اساساً تا سال 1957 با مساحت تکمیل شده 135245 متر مربع، 64160 متر مربع جاده ساخته شده و سرمایه گذاری بیش از 35.6 میلیون یوان تکمیل شد. در ژوئن 1954، وو گوانگ به عنوان اولین رئیس دانشگاه بیهانگ منصوب شد.
در سال 1958، تحت هدایت خط کلی و خط مشی آموزشی حزب، بیهنگ یک برنامه مطالعه کار را راه اندازی کرد، از ادغام آموزش با تحقیقات علمی، طراحی و تولید حمایت و تمرین کرد و توسعه مدل های هوانوردی را راه اندازی کرد. در عرض 100 روز، معلمان و دانش آموزان مدرسه ساخت هواپیمای سبک مسافربری «پکن شماره 1» را که شخصاً توسط نخست وزیر ژو انلای تأیید شد، تکمیل کردند. این پرواز آزمایشی در 24 سپتامبر همان سال با موفقیت انجام شد و پرواز آزمایشی 2500 کیلومتری بین پکن و شانگهای انجام شد؛ توسعه موفقیت آمیز چین همچنین اولین موشک تابنده آسیا - "پکن - 2" است که در 22 سپتامبر همان سال در میدان تیراندازی بایچنگزی در شمال شرقی چین با موفقیت پرتاب و آزمایش شد. ؛ اولین هواپیمای بدون سرنشین چین - "پکن 5" با موفقیت توسعه یافت "یعنی یک سیستم کنترل بدون سرنشین خودساخته روی هواپیمای An-2 نصب شد و هواپیما به هواپیمای بدون سرنشین تبدیل شد. پرواز آزمایشی در سپتامبر با موفقیت انجام شد. 25 همان سال که درها را برای توسعه هواپیماهای بدون سرنشین در چین باز کرد. در ماه مه 1959، کمیته مرکزی حزب کمونیست چین "تصمیم تعیین گروهی از دانشگاه های کلیدی در میان موسسات آموزش عالی" را صادر کرد و دانشگاه بی هانگ یکی از اولین دسته از 16 دانشگاه کلیدی در کشور شد. این به رسمیت شناختن کامل کار بیهانگ در هفت سال گذشته از زمان تأسیس آن است. 
در طول انقلاب فرهنگی چین، نظم تدریس به طور کلی آشفته بود و ثبت نام عادی در کالج ها و دانشگاه های سراسر کشور به حالت تعلیق درآمد. دانشگاه بیهانگ از این تأثیر مصون نماند. در این دوره، زمانی توسط سازمان گارد سرخ بیهانگ "پرچم سرخ" کنترل می شد. با این حال، به دلیل ماهیت خاص مدرسه، دانشگاه بیهانگ در بین دانشگاه‌های بزرگ پکن، تأثیر نسبتاً کمی داشت و تعدادی از نتایج تحقیقات علمی مانند هواپیماهای شناسایی بدون سرنشین را نیز تولید کرده‌اند. در سال 1355 انقلاب فرهنگی پایان یافت و در آذر 1356 ثبت نام واحد در مؤسسات آموزش عالی سراسر کشور برقرار شد و در سال 1357 ثبت نام فارغ التحصیلان از سر گرفته شد. در آوریل 1988، با تصویب کمیسیون آموزش دولتی، موسسه هوانوردی و فضانوردی پکن به دانشگاه هوانوردی و فضانوردی پکن تغییر نام داد.

### دوران جدید

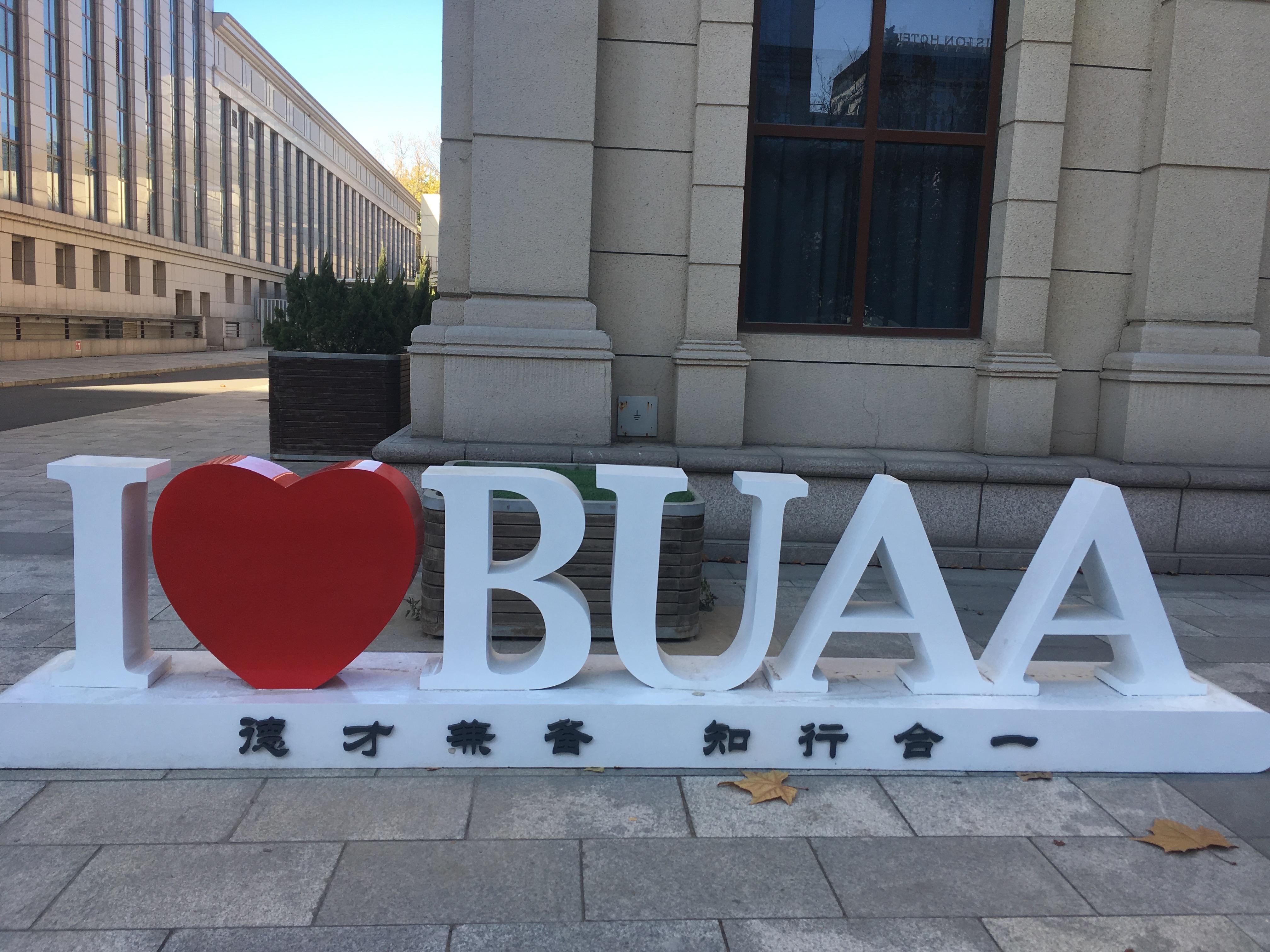

دانشگاه هوانوردی و فضانوردی پکن در سال 1989، دانشگاه بیهنگ به یکی از 14 دانشگاه کلیدی کشور در دوره "برنامه پنج ساله هشتم" تبدیل شد.
در سال 1997، دانشگاه بی هانگ به یکی از اولین دسته از دانشگاه های کشور تبدیل شد که در "پروژه 211" گنجانده شد.
در آگوست 2001، پکن بیست و یکمین یونیورسیاد را برگزار کرد و زمینی را در ضلع جنوب غربی دانشگاه بی هانگ برای ساخت دهکده یونیورسیاد (که اکنون به عنوان آپارتمان دانشجویی استفاده می شود) اجاره کرد.در همان زمان، سالن بدنسازی دانشگاه هوانوردی و فضانوردی پکن به عنوان یک سالن ورزشی ساخته شد. (که محل برگزاری مسابقات والیبال نیز شد).
در سپتامبر 2001، دانشگاه بی هانگ وارد رتبه دانشگاه های شرکت کننده در پروژه ملی "985" شد.
در سال 2006، موزه هنر بیهانگ تکمیل شد. در همان سال، دانشگاه بی هانگ برای ساخت آزمایشگاه ملی علوم و فناوری هوانوردی موافقت کرد. در نیمه دوم همان سال ساختمان آموزشی و علمی پژوهشی (ساختمان اصلی جدید) تکمیل و مورد بهره برداری قرار گرفت که امکانات سخت افزاری آموزشی مدرسه را بسیار بهبود بخشید. ساختمان اصلی جدید دانشگاه بی هانگ در حال حاضر بزرگترین ساختمان آموزشی در آسیا است.
در سال 2007، پردیس شاهه دانشگاه بیهنگ در پارک آموزش عالی شاهه، شهر شاهه، منطقه چانگپینگ، حومه شمال غربی پکن شکسته شد]. این پردیس در سپتامبر 2010 مورد بهره برداری قرار گرفت.
در سال 2008، پکن میزبان بیست و نهمین بازی های المپیک تابستانی بود و ورزشگاه بیهانگ به عنوان محل برگزاری مسابقات وزنه برداری خدمت می کرد.

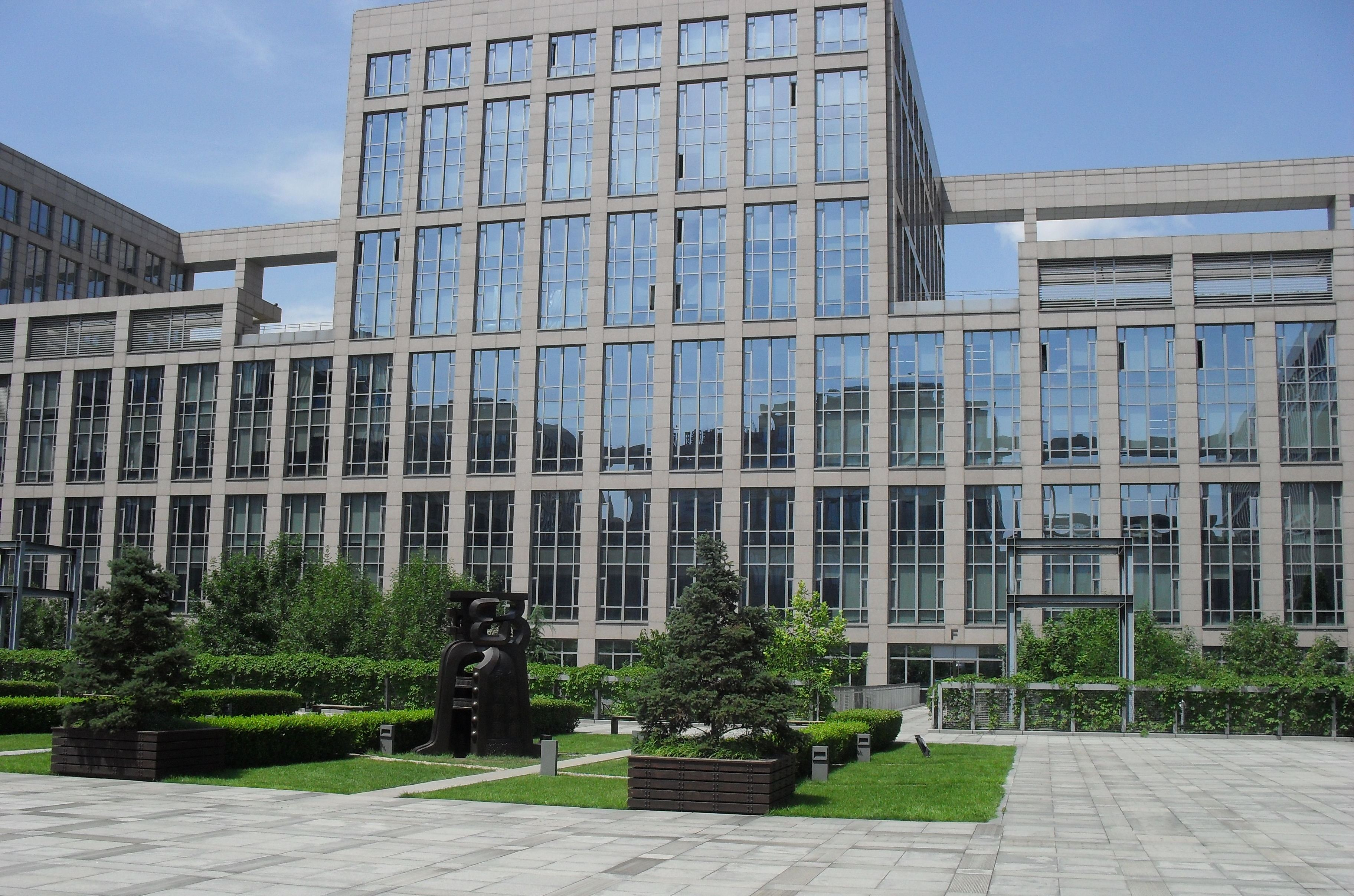
سوئیت دی دانشگاه که به تازگی افتتاح شده است.

در سال 2010، بیهنگ در برنامه ملی "آموزش و آموزش مهندسان عالی" به دانشگاه تبدیل شد و در سال 2011 به یکی از دانشگاه های ملی "پروژه اورست" تبدیل شد. در سال 2012، دانشگاه بی هانگ به عنوان اولین دسته از "2011 برنامه" انتخاب شد.

## بررسی دانشگاه

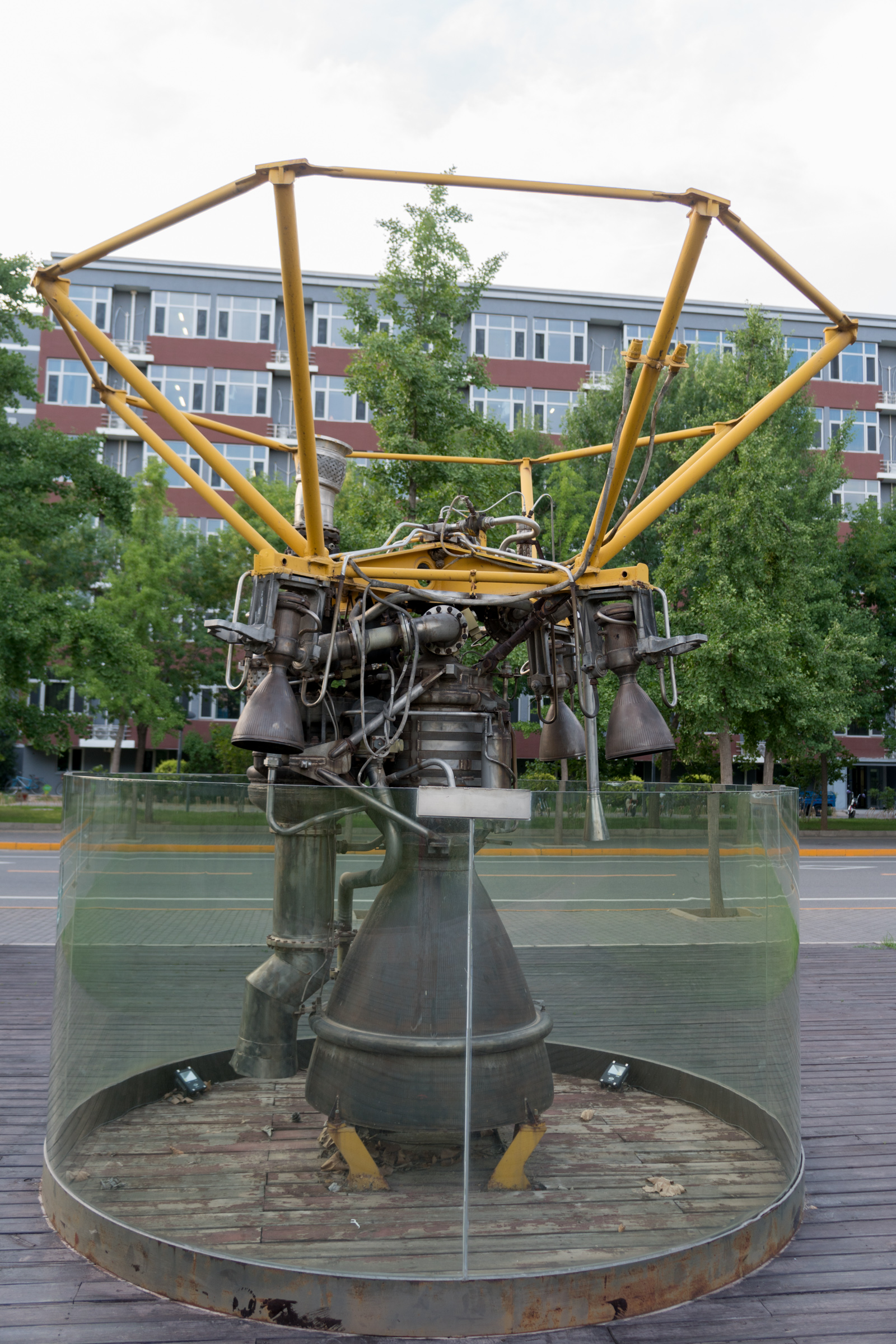
موتور موشک YF-24 واقعی در پردیس بیهانگ نمایش داده شده است.

دانشگاه بیهانگ در روزهای آغازین خود یک موسسه تخصصی آموزش عالی بود که بر آموزش و تحقیق علوم و فناوری هوانوردی متمرکز بود و پس از اصلاحات و گشایش، به تدریج به یک دانشگاه چند رشته ای با علوم، مهندسی، هنرهای آزاد تبدیل شد. حقوق، اقتصاد، مدیریت، آموزش، فلسفه و سایر رشته ها درگیر بوده است، اما بیهانگ هنوز هم دانشگاهی است که بر مهندسی تمرکز دارد.
دانشگاه بیهانگ به عنوان یک دانشگاه پیشرو در زمینه پژوهش و تحقیقات، دارای ۱ آزمایشگاه ملی، ۹ آزمایشگاه کلیدی ملی (شامل ۴ آزمایشگاه کلیدی فناوری دفاعی)، ۶ مرکز ملی مهندسی و ۳ مرکز نوآوری پیشرفته پکن است. این دانشگاه بیش از ۴۰ دستاورد تحقیقاتی دارد که برای اولین بار در چین به دست آمده‌اند و بیش از ۷۰ بار برنده سه جایزه برتر علم و فناوری ملی شده است.

### رشته ها و افراد
در حال حاضر، بیهانگ به یک دانشگاه چند رشته ای با 30 دانشکده تبدیل شده است که 10 رشته مهندسی، علوم، مدیریت، هنرهای آزاد، حقوق، اقتصاد، فلسفه، آموزش، پزشکی و هنر را با ویژگی های هوافضا و مزایای فناوری مهندسی پوشش می دهد. تا اکتبر 2017، بیهانگ دارای 3907 هیئت علمی و کارمند فعال، از جمله 2،147 معلم تمام وقت، از جمله 23 آکادمیک از دو آکادمی، 61 دانش پژوه چانگیانگ، 27 نامزد برای "طرح هزار استعداد" از بخش سازماندهی کمیته مرکزی است. حزب کمونیست چین و "973" 31 دانشمند ارشد این طرح، 48 برنده "صندوق ملی علوم برای دانشمندان برجسته جوان" و 3 برنده جایزه نوبل وجود دارد. تا مارس 2017، 30642 نفر تمام وقت وجود دارد. دانشجویان شامل 4492 کاندیدای دکترا و دانشجوی کارشناسی ارشد 9336 دانشجوی کارشناسی ارشد، 15466 دانشجوی تمام وقت در مقطع کارشناسی و دانشگاهی، 1218 دانشجوی خارجی و حدود 11000 دانشجوی کارشناسی ارشد حرفه ای  وجود دارد.
تحصیل در مقطع کارشناسی دانشگاه بیهانگ ۴ سال، کارشناسی ارشد ۲/۵ الی ۳ سال و مقطع دکترای آن ۴ سال طول می‌کشد. بیشتر رشته‌های مقطع کارشناسی این دانشگاه به زبان چینی تدریس می‌شوند در حالی که در مقطع تحصیلات تکمیلی (کارشناسی ارشد و دکترا)، بیشتر رشته‌ها به زبان انگلیسی ارائه می‌شوند.
مهلت ارسال درخواست جهت پذیرش در تمام رشته‌های دانشگاه بیهانگ، از ۱ نوامبر ۲۰۲۱ الی ۳۱ مارس ۲۰۲۲ میلادی است. ترم تحصیلی نیز از ماه سپتامبر ۲۰۲۲ آغاز می‌شود.

### آزمایشگاه ها
در سال 2006، بیهنگ مجوز ساخت آزمایشگاه ملی علوم و فناوری هوانوردی را گرفت که به طور رسمی در سال 2014 در پردیس شاهه بیهانگ افتتاح شد. در عین حال، دانشگاه بیهانگ همچنین دارای "آزمایشگاه حرارتی آیرودینامیک موتور هوانوردی"، "آزمایشگاه کلید دولتی محیط توسعه نرم افزار"، "آزمایشگاه کلید دولتی فناوری واقعیت مجازی"، "آزمایشگاه فناوری یکپارچه سازی کنترل هواپیما"، "قابلیت اطمینان و محیط زیست" است. آزمایش مهندسی" 9 آزمایشگاه کلید ملی شامل "آزمایشگاه ملی دینامیک سیالات محاسباتی" و "آزمایشگاه ملی دینامیک سیالات محاسباتی"، 4 مرکز ملی مهندسی و 66 آزمایشگاه کلیدی استانی و وزارتی وجود دارد.

### هدف
امروزه دانشگاه بی هانگ هم یک مرکز آموزشی و هم یک مرکز تحقیقات علمی است. این دانشگاه پایگاه مهمی برای تربیت استعدادهای سطح بالا و تحقیقات علمی در چین است و به سمت هدف بزرگ "ساخت دانشگاهی در سطح جهانی که ریشه در چین دارد" شتاب می گیرد." 
همچنین از اهداف این دانشگاه، رویای بیهانگ، رویای چینی است که برای جوانسازی مردم چین تلاش می کند.

## مکان های دانشگاه

### دانشکده ها و آموزشکده ها و مدرسه های عالی
| کد کالج   | نام آکادمی                                           | بنیان نهادن | مقیم کالج                          | نام انگلیسی                                                                |
| --------- | ---------------------------------------------------- | ----------- | ---------------------------------- | -------------------------------------------------------------------------- |
| 1         | دانشکده علوم و مهندسی مواد                           | 1954        | ساختمان تدریس 4                    | School of Materials Science and Engineering (MSE)                          |
| 2         | مهندسی اطلاعات الکترونیک                             | 1958        | ساختمان F، ساختمان اصلی جدید       | School of Electronics and Information Engineerin g(SEIE)                   |
| 3         | دانشکده علوم اتوماسیون و مهندسی برق                  | 1954        | ساختمان E، ساختمان اصلی جدید       | School of Automation Science and Electrical Engineering (SASEE)            |
| 4         | دانشکده مهندسی انرژی و نیرو                          | 1952        | ساختمان تدریس 3                    | School of Energy and Power Engineering (SEPE)                              |
| 5         | دانشکده علوم و مهندسی هوانوردی                       | 1952        | ساختمان C، ساختمان اصلی جدید       | School of Aeronautic Science and Engineering (ASE)                         |
| 6         | آکادمی فناوری اطلاعات                                | 1958        | ساختمان G، ساختمان اصلی جدید       | School of Computer Science and Engineering (SCSE)                          |
| 7         | دانشکده مهندسی مکانیک و اتوماسیون                    | 1952        | ساختمان اصلی جدید، برج A           | School of Mechanical Engineering and Automation (ME)                       |
| 8         | دانشکده اقتصاد و مدیریت                              | 1956        | ساختمان اصلی جدید، برج A           | School of Economics and Management (SEM)                                   |
| 9         | دانشکده علوم ریاضی                                   | 2009        | ساختمان اصلی بال جنوبی             | School of Mathematics and Systems Science (SMSS)                           |
| 10        | دانشکده مهندسی بیولوژی و پزشکی                       | 2008        | طبقه 3-5، ساختمان شاو              | School of Biological Science and Medical Engineering (BME)                 |
| 11        | دانشکده علوم انسانی و اجتماعی (دانشکده مدیریت دولتی) | 1997        | ساختمان تدریس 5                    | School of Humanities and Social Sciences (HSS)                             |
| 12        | آموزشگاه زبان خارجی                                  | 1978        | برج روکسین                         | School of Foreign Languages (SFL)                                          |
| 13        | دانشکده علوم و مهندسی حمل و نقل                      | 2007        | ساختمان آموزش صنعتی                | School of Transportation Science and Engineering (TSE or TRANS)            |
| 14        | دانشکده قابلیت اطمینان و مهندسی سیستم                | 1985        | ساختمان ویمین                      | School of Reliability and Systems Engineering (RSE)                        |
| 15        | مدرسه فضانوردی                                       | 1988        | ساختمان اصلی جدید، برج B           | School of Astronautics (SA)                                                |
| 16        | آکادمی پرواز                                         | 1993        | پردیس شاهه ساختمان آزمایشی شماره 4 | Flying College of Beihang University                                       |
| 17        | دانشکده علوم ابزار و مهندسی الکترونیک نوری           | 2003        | ساختمان اصلی جدید، برج B           | School of Instrumentation Science and Opto-electronics Engineering (SISOE) |
| 18        | مدرسه پکن                                            | 2013        | استخر طبقه 2                       | School of Beijing                                                          |
| 19        | دانشکده علوم فیزیکی و مهندسی انرژی هسته ای           | 2008        | بال شمالی ساختمان اصلی             | School of Physics and Nuclear Energy Engineering (SPNEE)                   |
| 20        | دانشکده حقوق                                         | 2002        | برج روکسین                         | The Law School of Beihang University                                       |
| 21        | کالج نرم افزار                                       | 2002        | ساختمان درخشان                     | School of Software                                                         |
| 22        | کالج مدرن آموزش از راه دور                           | 2002        | ساختمان درخشان                     | School of Modern Distance Education                                        |
| 23        | اکول پلی تکنیک شن یوآن                               | 2002        | ساختمان اصلی بال جنوبی طبقه 5      | Shen Yuan Honors College of Beihang University                             |
| 24        | کالج مهندسی چین-فرانسه                               | 2004        | ساختمان تدریس 2                    | Beihang Sino-French Engineering School                                     |
| 25        | مدرسه بین المللی                                     | 2004        | ساختمان الحاقیه شرق کتابخانه       | International School of Beihang University                                 |
| 26        | دانشکده هنر و طراحی رسانه های جدید                   | 2006        | طبقه دوم، ساختمان Yifu             | New Media Art and Design Institute                                         |
| 27        | مدرسه شیمی                                           | 2008        | بلوک D، ساختمان اصلی جدید          | School of Chemistry(SC)                                                    |
| 28        | مدرسه مارکسیسم                                       | 2008        | کتابخانه بال غربی                  | School of Marxism                                                          |
| 29        | موسسه مطالعات پیشرفته در علوم انسانی و اجتماعی       | 2010        | ساختمان ضمیمه غربی                 | Institute for Advanced Studies in Humanities and Social Science            |
| 30        | دانشکده فضا و محیط زیست                              | 2016        | پردیس شاهه ساختمان آزمایشی شماره 4 | School of Space and Environment (SSE)                                      |
| 35        | کالج بین المللی مهندسی عمومی                         | 2017        | بلوک D، ساختمان اصلی جدید          | School of General Engineering (SGE)                                        |
| 37        | کالج بیهانگ (مدرسه کارشناسی)                         | 2017        | پردیس شاهه                         | Beihang College                                                            |
| 39        | آکادمی امنیت فضای مجازی                              | 2017        |                                    | School of Cyber Science and Technology                                     |
| 41        | دانشکده میکروالکترونیک                               | 2018        |                                    | School of Microelectronics                                                 |
| 42        | پژوهشکده هوش مصنوعی                                  | 2018        | ساختمان اصلی جدید، برج B           | Institute of Artificial Intelligence                                       |
|           | آکادمی جاده ابریشم بیدو                              | 2017        | ساختمان الحاقیه شرق کتابخانه       | School of BeiDou and the Silk Road                                         |
|           | پژوهشکده سامانه پهپادهای بدون سرنشین                 |             | ساختمان پشتی برای مردم             |                                                                            |
|           | آکادمی بین المللی علوم بین رشته ای                   | 2012        | طبقه H، ساختمان اصلی نوساز         | International Research Institute for Multidisciplinary Science             |
|           | پژوهشکده نوآوری میان رشته ای پزشکی و صنعتی           | 2016        | پایگاه دودیان                      | Interdisciplinary Innovation Institute for Medicine and Engineering        |
| تاسیس شود | موسسه میکروالکترونیک هیفی                            | 2018        | پردیس هیفی                         |                                                                            |

### موزه هوافضای پکن

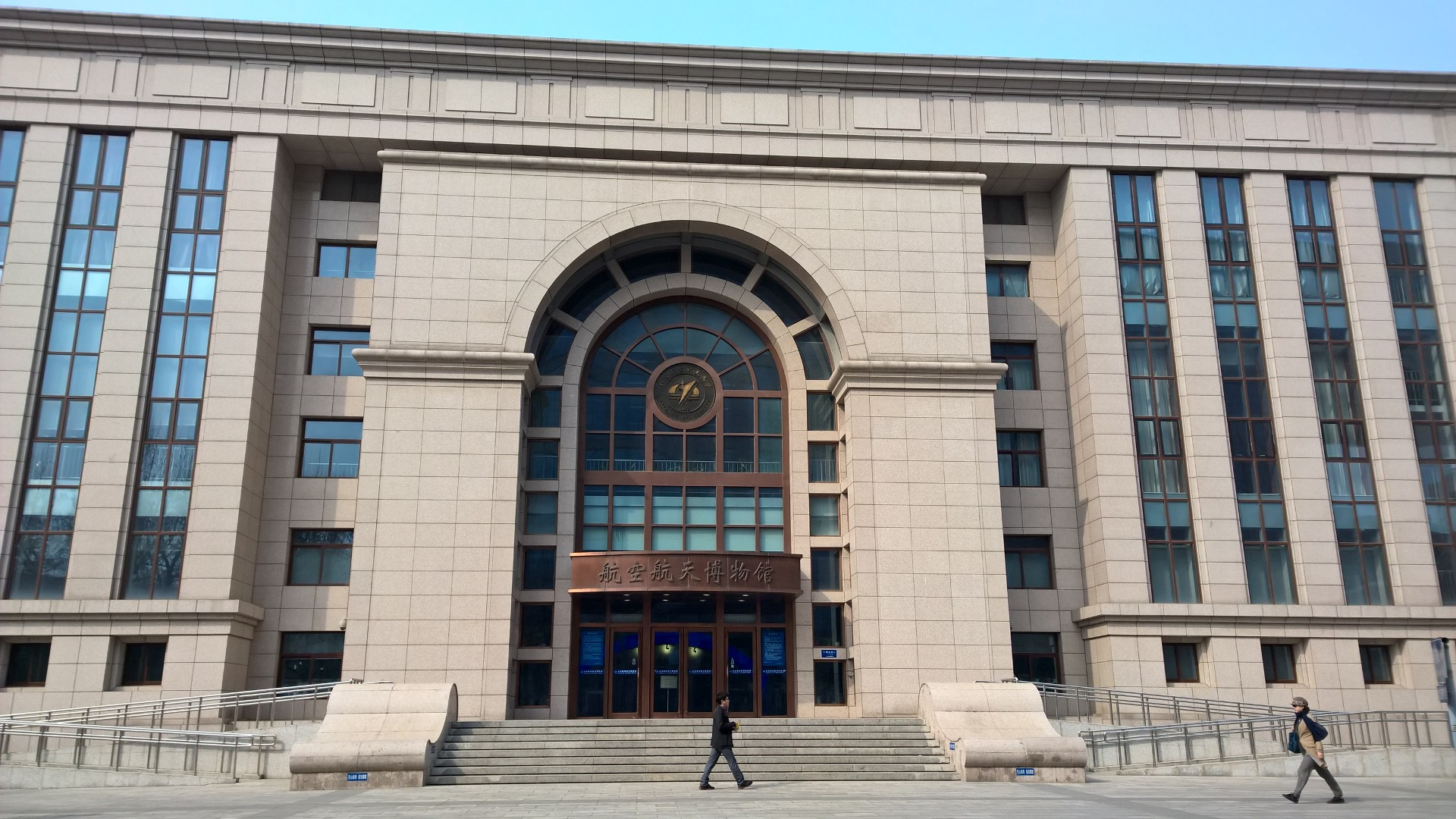
موزه هوافضای پکن

موزه هوا و فضای پکن یک موزه در هایدیان، پکن، چین است. این موزه بخشی از دانشگاه بیهانگ، یکی از معتبرترین دانشکده های مهندسی چین است. این موزه در سال 1985 با نام اصلی خود موزه هوانوردی پکن تاسیس شد. این موزه دارای 8300 متر مربع مساحت نمایشگاه است. ساختمانی که موزه را در خود جای داده است توسط شرکت معماری هتزل دیزاین طراحی شده است. این موزه هوا و فضای شهر فوتورا پکن نام دارد که دارای 18 نمایشگاه تعاملی، 3 تئاتر، مرکز آموزش فضانوردان کودکان و غیره است. از تشکیل شبکه استاندارد شهر و معرفی بلوارهای پر پیچ و خم منتهی به یک پارک مرکزی بزرگ."

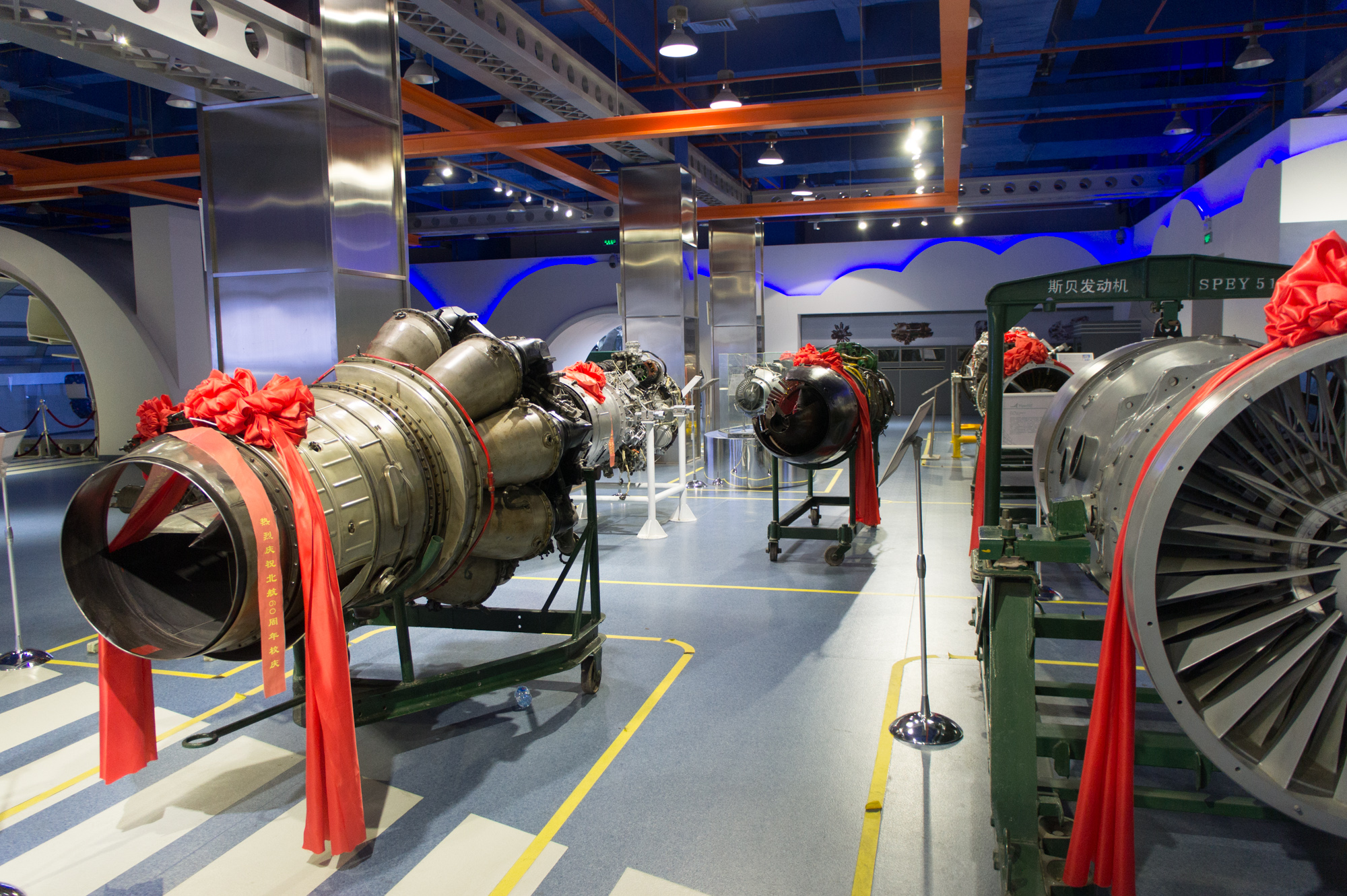
موتور های نگهداری شده در موزه هوافضای پکن

مشکلی که این شرکت با آن مواجه بود اتصال پارک ها به ساختمان بود. آنها ایده پل را مطرح کردند و پس از رندرهای زیادی تصمیم گرفتند که پل در واقع بخشی از ساختمان باشد. پل نقطه کانونی ساختمان ها است. طراحی به گونه ای که به نظر می رسد هواپیما در حال بلند شدن است.

### موسسه نوآوری هانگژو

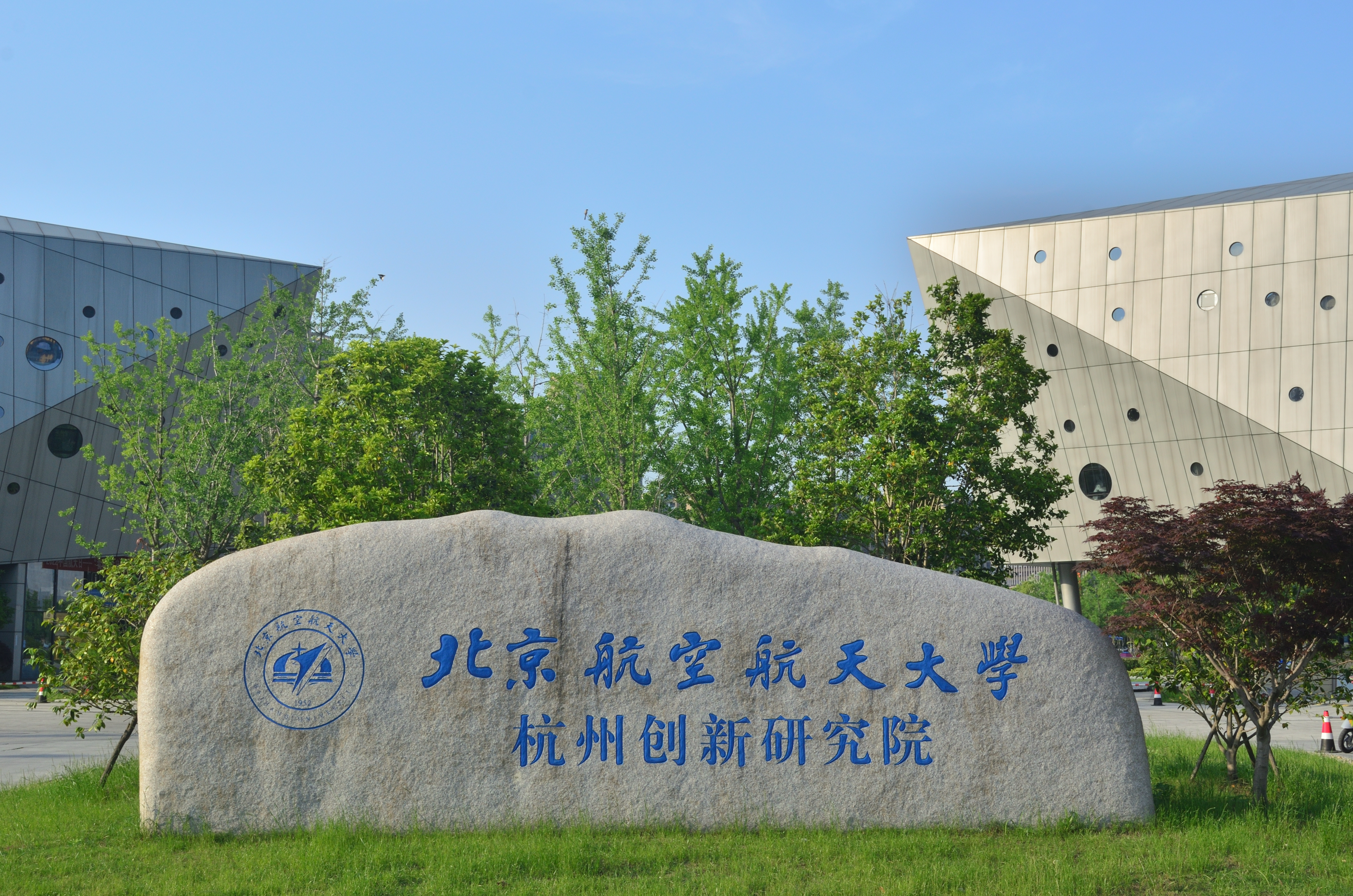
ورودی موسسه هانگژو

موسسه نوآوری هانگژو در شهر هانگژو از موسسات تحقیقاتی وابسته به دانشگاه بیهانگ است.

### پردیس شاهه

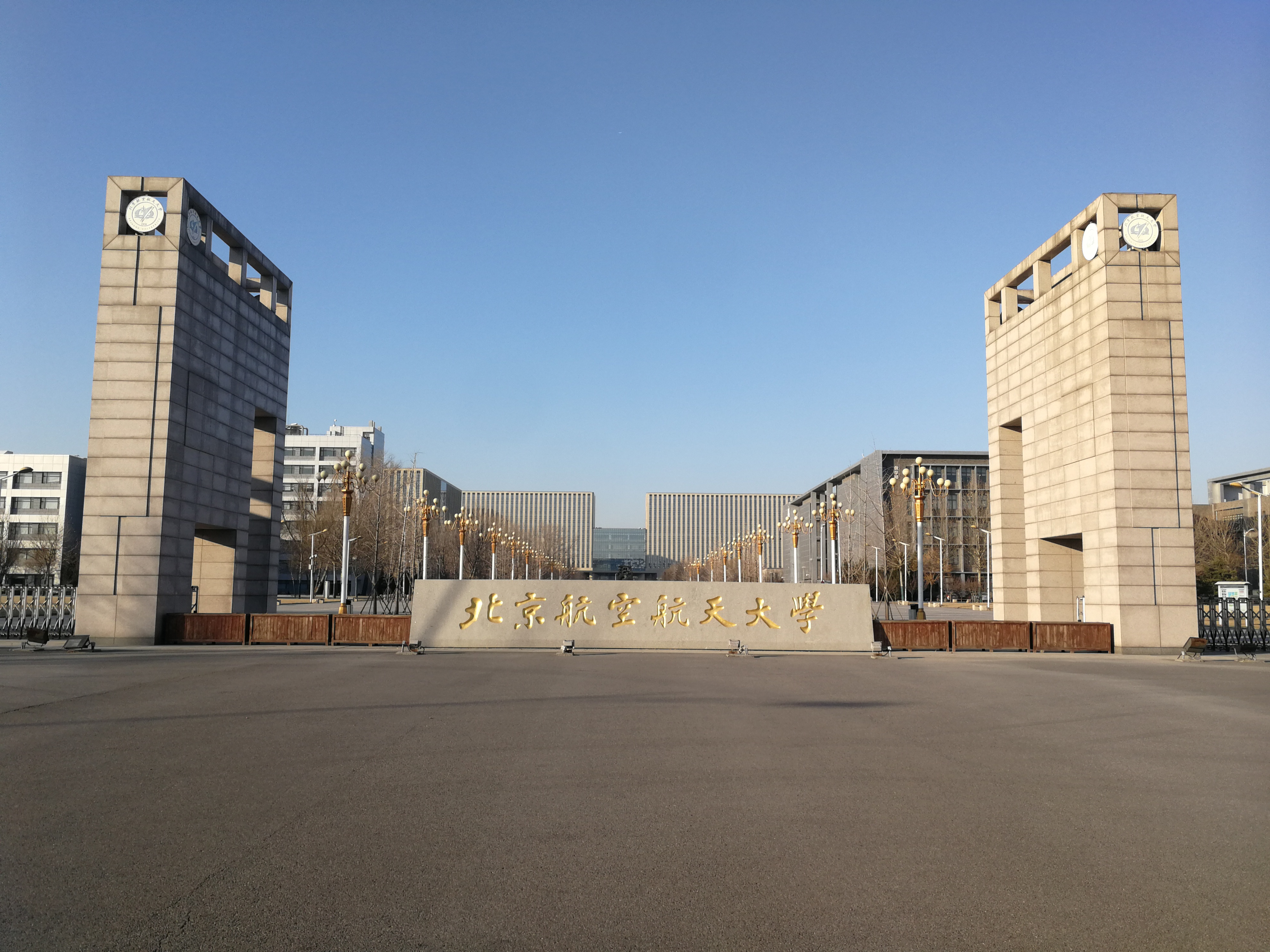
ورودی اصلی پردیس شاهه (دروازه جنوبی)

پردیس شاهه دانشگاه بیهانگ در پارک آموزش عالی شاهه، منطقه چانگ پینگ، پکن، در سمت غربی جاده میانی بی شاه، حدود 26 کیلومتر دورتر از پردیس جاده شوئه یوآن واقع شده است. آدرس پستی شماره 9، خیابان سوم جنوبی است.

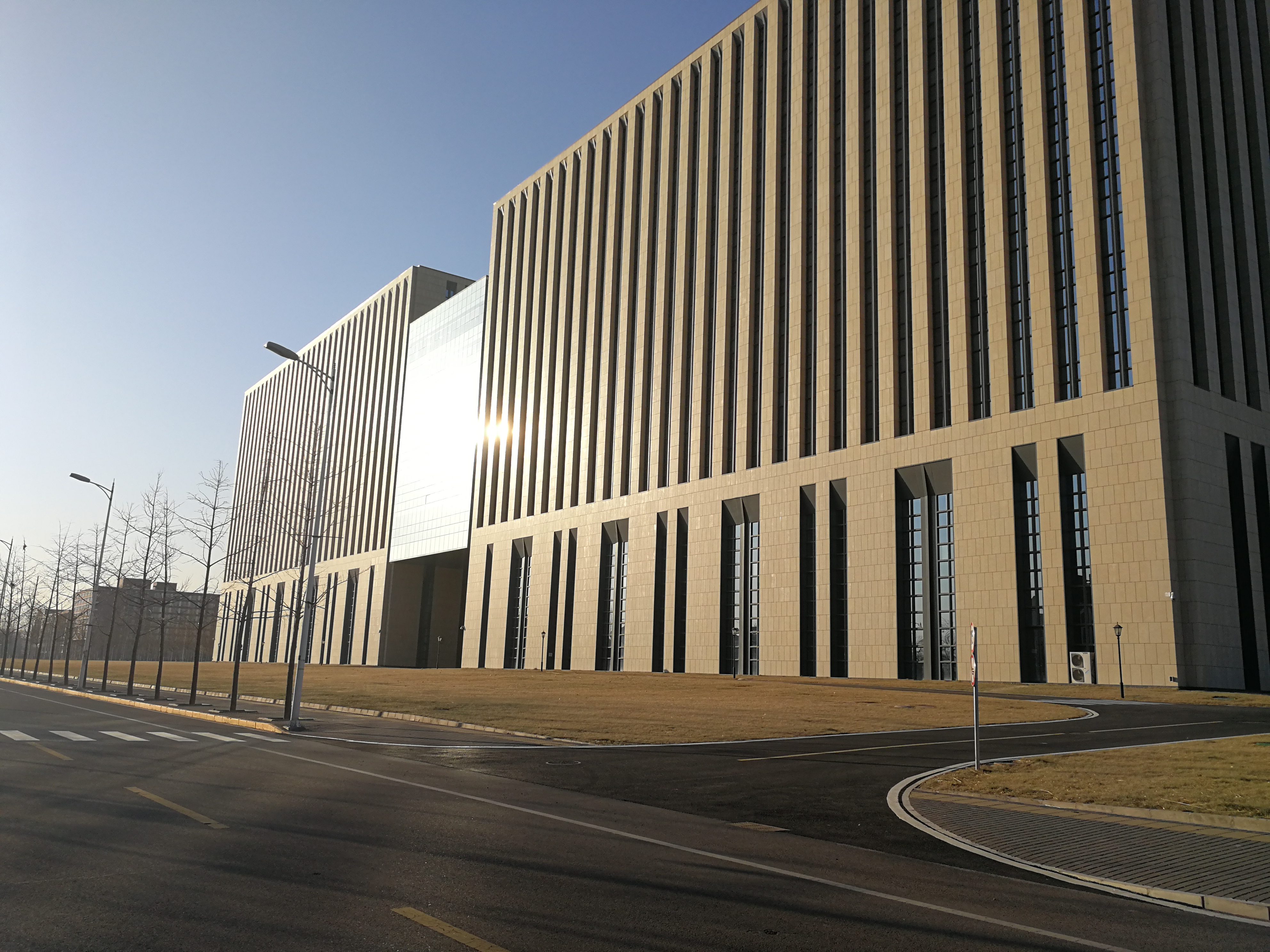
پردیس شاهه از نمایه بلوار ان ال

پردیس شاهه با مساحت 970000 متر مربع با مساحت ساخت و ساز برنامه ریزی شده 620000 متر مربع عمدتاً از پنج ساختمان آموزشی به هم پیوسته، هفت ساختمان آزمایشگاهی به هم پیوسته، چهار آپارتمان دانشجویی و ساختمان های جامع شامل بانک ها، سوپرمارکت ها تشکیل شده است. و غیره، استادیوم، مرکز آموزش مهندسی، غذاخوری و همچنین آزمایشگاه‌های کلیدی، کتابخانه‌ها و سایر ساختمان‌هایی که تا حدی مورد بهره‌برداری قرار گرفته‌اند. بخشی از آن در سپتامبر 2010 مورد استفاده قرار گرفت و هنوز بخشی از آن در دست ساخت است. پردیس شاهه از مرکز شهر دورتر است، بنابراین خلوت تر و محیط بهتری دارد. در حال حاضر امکانات اولیه پردیس شاهه کامل شده است، حدود 2 کیلومتر با ایستگاه شاهه و ایستگاه پارک آموزش عالی شاهه در خط چانگپینگ مترو پکن فاصله دارد، حمل و نقل نسبتا راحت است.

### پردیس جاده ژوئه یوآن
این پردیس در پکن، در گوشه شمال غربی خارج از دیوار شهر یوآندادو و در سمت غربی جاده ژیوآن واقع شده است. 
کل پردیس به سه بخش تقسیم می شود: منطقه آموزشی، محل زندگی و منطقه خانواده. منطقه آموزشی در شمال شرقی پردیس، شرق قسمت شمالی پردیس جاده میانی واقع شده است و از سال 1383 به عنوان منطقه پیاده راه اندازی شده و هیچ وسیله نقلیه ای از آن عبور نمی کند، منطقه خانوادگی در غرب واقع شده است. سمت پردیس، حدود یک سوم محوطه دانشگاه را اشغال می کند و تقریباً در امتداد ضلع غربی مدرسه قرار دارد. دیوار از جنوب به شمال از سراسر محوطه دانشگاه می گذرد، با جاده غربی پردیس به عنوان مرز شرقی؛ منطقه زندگی دانشجویی در قسمت شمال مرکزی پردیس واقع شده است که به دو قسمت جنوبی و شمالی تقسیم می شود که توسط پارک سبز (پارک پردیس) از هم جدا می شود و در مجموع 18 آپارتمان دانشجویی دارد. ؛ در گوشه جنوب غربی خارج از پردیس آپارتمان روستای دایون است که دارای ساختمان های 1-10 و 7-17 طبقه است. در حال حاضر چهار ساختمان اداری تجاری در اطراف پردیس متعلق به دانشگاه بیهانگ، یعنی ساختمان بایان و ساختمان درخشان در ضلع جنوب غربی پل ژوئه یوآن در جاده حلقه چهارم شمالی در گوشه شمال شرقی، و ساختمان ژیژن و ساختمان ویشی در شمال غربی وجود دارد. سمت پل ژوئه ژی در گوشه جنوب شرقی. ساختمان‌های مدرن پردیس جاده ژوئه یوآن به عنوان میراث معماری قرن بیستم چین رتبه‌بندی شده‌اند.

### کتابخانه

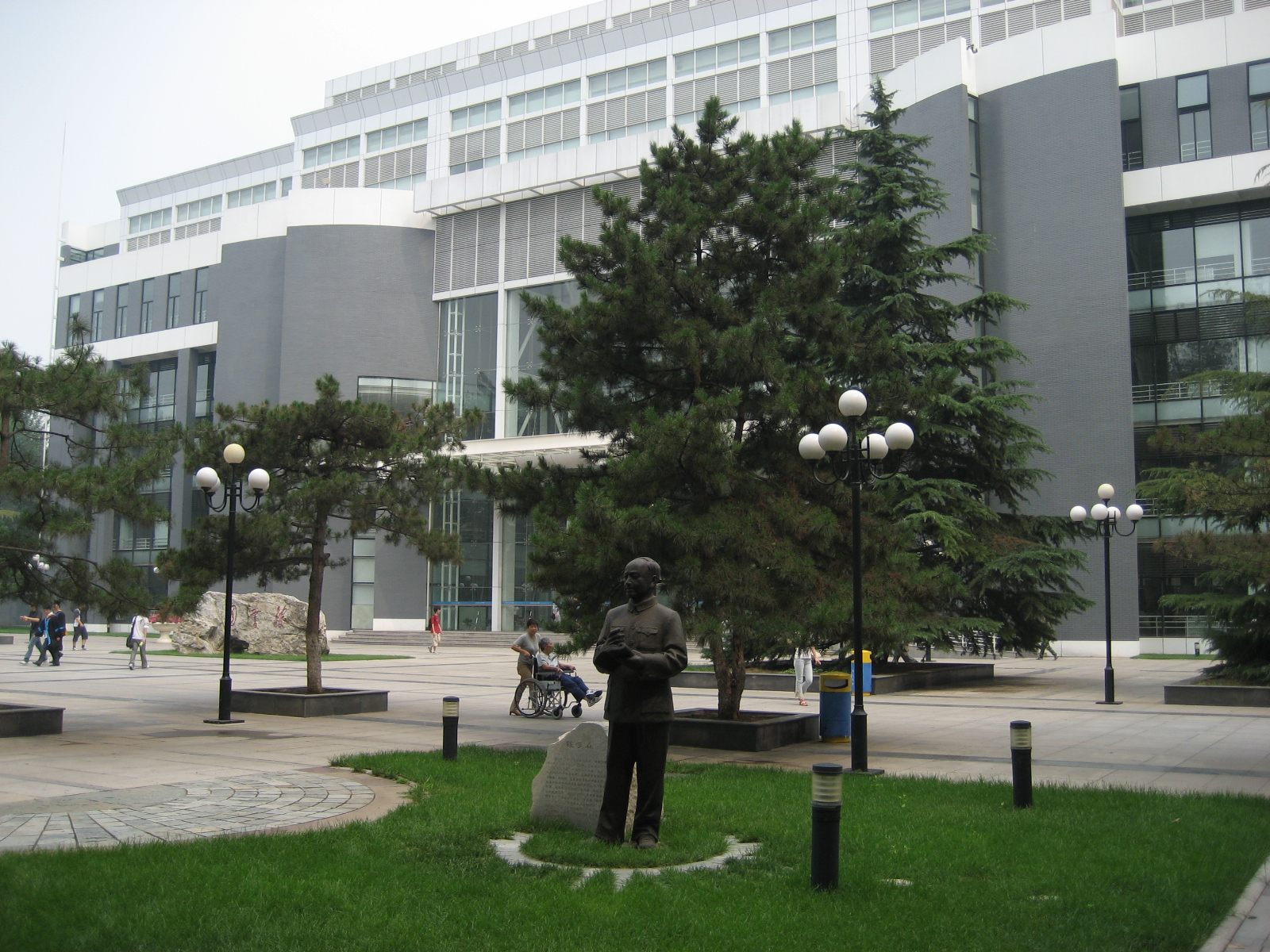
کتابخانه دانشگاه بیهانگ

این دانشگاه یکی از مجهزترین کتابخانه ها در زمینه هوانوردی و فضانوردی در سطح جهان را دارد.

### پردیس هیفی
پژوهشکده نوآوری هیفی پردیس هفی دانشگاه بی هانگ پردیس در حال ساخت دانشگاه بی هانگ است و همچنین اولین پردیس بی هانگ در خارج از پکن خواهد بود. این پردیس در دریاچه شائوکان (مخزن لائوگوچونگ) در منطقه آزمایشی توسعه جامع Xinzhan، منطقه یائوهای، شهر هفی، استان شمالی آنهویی واقع شده است. طرف با مساحتی در حدود 2500 هکتار شامل پژوهشکده نوآوری و دانشکده کارشناسی است که این موسسه تحقیقاتی در سال 2018 افتتاح خواهد شد.

### موسسه تحقیقاتی چینگدائو
موسسه تحقیقاتی چینگدائو دانشگاه بی هانگ اولین موسسه تحقیقاتی است که توسط دانشگاه بی هانگ در خارج از پکن راه اندازی شده است. این موسسه در منطقه لاوشان، شهر چینگ دائو، استان شاندونگ واقع شده است. آدرس پستی آن شماره 393 جاده سونگلینگ، منطقه لاوشان، شهر چینگدائو، استان شاندونگ است. کد پستی 266104.
مساحت پارک موسسه 63990.6 متر مربع، مساحت کل ساخت 102794.05 متر مربع، زمین ورزشی 3600 متر مربع شامل 2 زمین بسکتبال، 1 زمین فوتبال 5 نفره، 1 زمین والیبال و 1 زمینه تجهیزات. در پارک 6 ساختمان وجود دارد که ساختمان 1 آپارتمانی برای معلمان و کارشناسان، ساختمان 2 آپارتمان دانشجویی، طبقات ششم و هفتم ساختمان 3 پژوهشکده واقعیت مجازی و طبقه دوم ساختمان 4 است. دفتر بخش عملکردی موسسه تحقیقاتی بی هانگ چینگدائو است. مکان؛ ساختمان 5 ساختمانی جامع برای آموزش، فعالیت های تبادل فرهنگی دانشجویی و نوآوری عملی است؛ طبقه چهارم ساختمان 6 موسسه ابزار دقیق و اپتوالکترونیک است، طبقه پنجم مؤسسه میکروالکترونیک، طبقه ششم مؤسسه مواد جدید و طبقه هفتم ایستگاه کاری آکادمیک است. این موسسه در 28 مه 2016 با آزمایشگاه کلید دولتی فناوری و سیستم های واقعیت مجازی دانشگاه بی هانگ به عنوان نقطه قوت اصلی تحقیقات علمی آن تاسیس شد. در سال 2017 افتتاح شد و پذیرای اولین دسته از دانشجویان تحصیلات تکمیلی بود.

### ورزشگاه دانشگاه بیهانگ

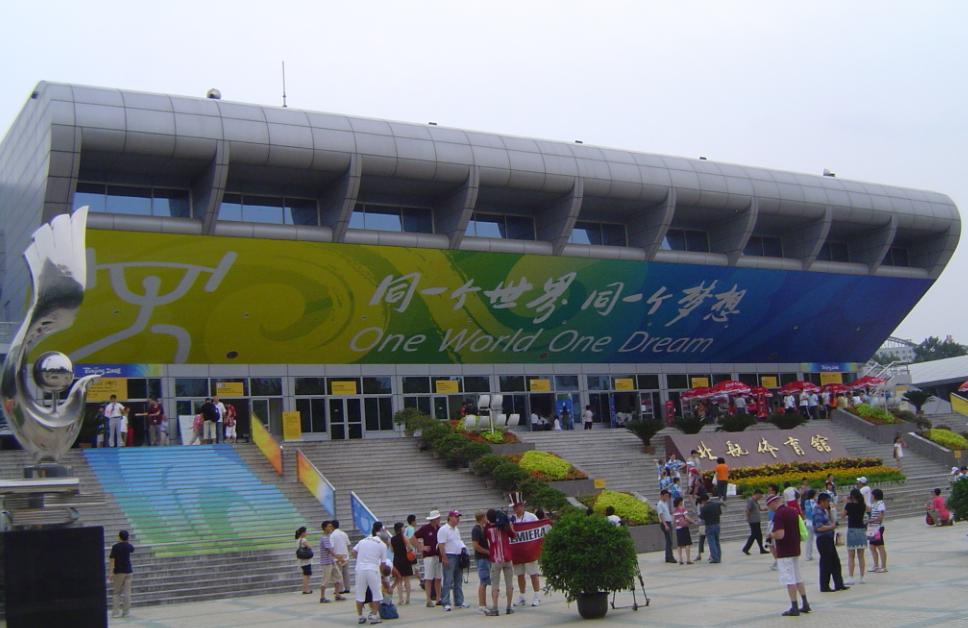
ورزشگاه دانشگاه بیهانگ، میزبان مسابقات وزنه برداری المپیک

در سال 2008، پکن میزبان بیست و نهمین بازی های المپیک تابستانی بود و ورزشگاه بیهانگ به عنوان محل برگزاری مسابقات وزنه برداری خدمت می کرد.

### پردیس چینگدائو
پردیس دانشگاه بی هانگ چینگدائو پردیس در حال ساخت دانشگاه بی هانگ است که در دره آبی، شهر چینگدائو، استان شاندونگ واقع شده است. مساحت آن در مجموع 3000 هکتار است و انتظار می رود 8 مدرسه از جمله هوافضا، علوم مواد، تولید هوشمند و میکروالکترونیک، انتظار می‌رود که از اولین دسته از دانشجویان جدید در سال 2019 استقبال کند.

### موسسه تحقیقات نوآوری سوژو
موسسه تحقیقات نوآوری سوژو دانشگاه بی هانگ یک موسسه تحقیقاتی در حال ساخت توسط دانشگاه بی هانگ است و ممکن است در آینده به یک پردیس توسعه یابد. این موسسه در منطقه فناوری پیشرفته، منطقه هوگویی، شهر سوژو، استان جیانگ سو واقع شده است. قرارداد در تاریخ امضا شد. 22 نوامبر 2017 و در سال 2018 افتتاح خواهد شد. فعال کنید.

### موسسه تحقیقاتی چنگدو
موسسه تحقیقاتی چنگدو دانشگاه بی هانگ یک موسسه تحقیقاتی در حال ساخت توسط دانشگاه بی هانگ است.این موسسه در شهر علمی چنگدو، منطقه جدید تیانفو، شهر چنگدو، استان سیچوان واقع شده است، علاوه بر این، دارای پایگاه های آموزشی فارغ التحصیل در شهرهای پنگژو و لوژو نیز می باشد. در سال 2018 افتتاح شود.

### موسسه تحقیقات نوآوری کونمینگ
موسسه تحقیقاتی نوآوری کونمینگ دانشگاه بی هانگ یک موسسه تحقیقاتی در حال ساخت توسط دانشگاه بی هانگ است و در کونمینگ، استان یوننان واقع شده است. در 22 نوامبر 2017، استان یوننان و دانشگاه بی هانگ قرارداد همکاری امضا کردند.

### موسسه تحقیقات نوآوری هانگزو
موسسه تحقیقات نوآوری هانگژو دانشگاه بی هانگ یک موسسه تحقیقاتی در حال ساخت توسط دانشگاه بی هانگ است و در منطقه فناوری پیشرفته، منطقه بینجیانگ، شهر هانگژو، استان ژجیانگ واقع شده است. در 9 دسامبر 2017، دانشگاه بی هانگ و منطقه بینجیانگ هانگژو قراردادی را برای ساخت مشترک موسسه تحقیقاتی نوآوری هانگژو و مدرسه تحصیلات تکمیلی امضا کردند که در آینده 2500 دانشجوی فارغ التحصیل را در خود جای خواهد داد. 

### کالج بیهای
کالج بیهای دانشگاه بی هانگ یک کالج مستقل از دانشگاه بی هانگ است. این کالج به طور مشترک توسط دانشگاه بی هانگ و دولت مردمی شهرداری بیهای اداره می شود. این کالج در منطقه یینهای، شهر بیهای، منطقه خودمختار گوانگشی ژوانگ واقع شده است. در سال 2005 تاسیس شد و ثبت نام به حالت تعلیق درآمد. در سال 2013. در 25 آگوست 2017، دولت مردمی شهرداری بیهای، یک بازنگری سازمانی در کالج بیهای دانشگاه بیهنگ انجام داد. انتظار می رود ثبت نام در سال 2018 از سر گرفته شود. دانشگاه بی هانگ دارای یک گروه پیشرو برای اداره مدارس در بیهای است که توسط معاون رئیس جمهور اداره می شود.

## مدیریت

### وابستگی اداری
دانشگاه بی هانگ از بدو تاسیس به وزارتخانه اول صنایع ماشین آلات، وزارت سوم ماشین آلات، وزارت صنعت هوانوردی، وزارت صنایع هوافضا، کمیسیون علوم، فناوری و صنایع دفاع ملی، کمیسیون وابسته بوده است. وزارت علوم، فناوری و صنعت برای دفاع ملی شورای دولتی و وزارت صنعت و فناوری اطلاعات. این وزارتخانه ها ادارات دولتی هستند که مستقیماً با صنعت هوافضا مرتبط هستند.
امروزه بیهانگ وابسته به وزارت صنعت و فناوری اطلاعات جمهوری خلق چین است که در سطح معاون وزیر تأسیس شده و توسط اداره دولتی علوم، فناوری و صنعت دفاع ملی اداره می شود. وزارت صنعت و فناوری اطلاعات جمهوری خلق چین، وزارت آموزش و پرورش جمهوری خلق چین، آکادمی مهندسی چین و دولت شهرداری پکن دولت مردمی مشترکاً توسط همه احزاب ساخته شده است.

### بودجه
از بدو تأسیس ، بودجه دانشگاه بیهنگ برای اداره مدرسه مستقیماً از محل اعتبارات ملی تخصیص یافته است و به دلیل خاص بودن مسیر پژوهشی مدرسه، حتی در مواقع سخت مالی ملی نیز قطع نشده است. بر اساس "تدوین آمار علم و فناوری در کالج ها و دانشگاه ها در سال 2017"  که توسط وزارت آموزش و پرورش در 22 می 2018 منتشر شد، بودجه علم و فناوری بیهنگ در سال 2016 به 2.70124 میلیارد یوان با میانگین 1.1668 رسید. میلیون یوان به ازای هر کارمند آموزشی و پژوهشی. رتبه اول در کشور.

## فرهنگ دانشگاه بیهانگ

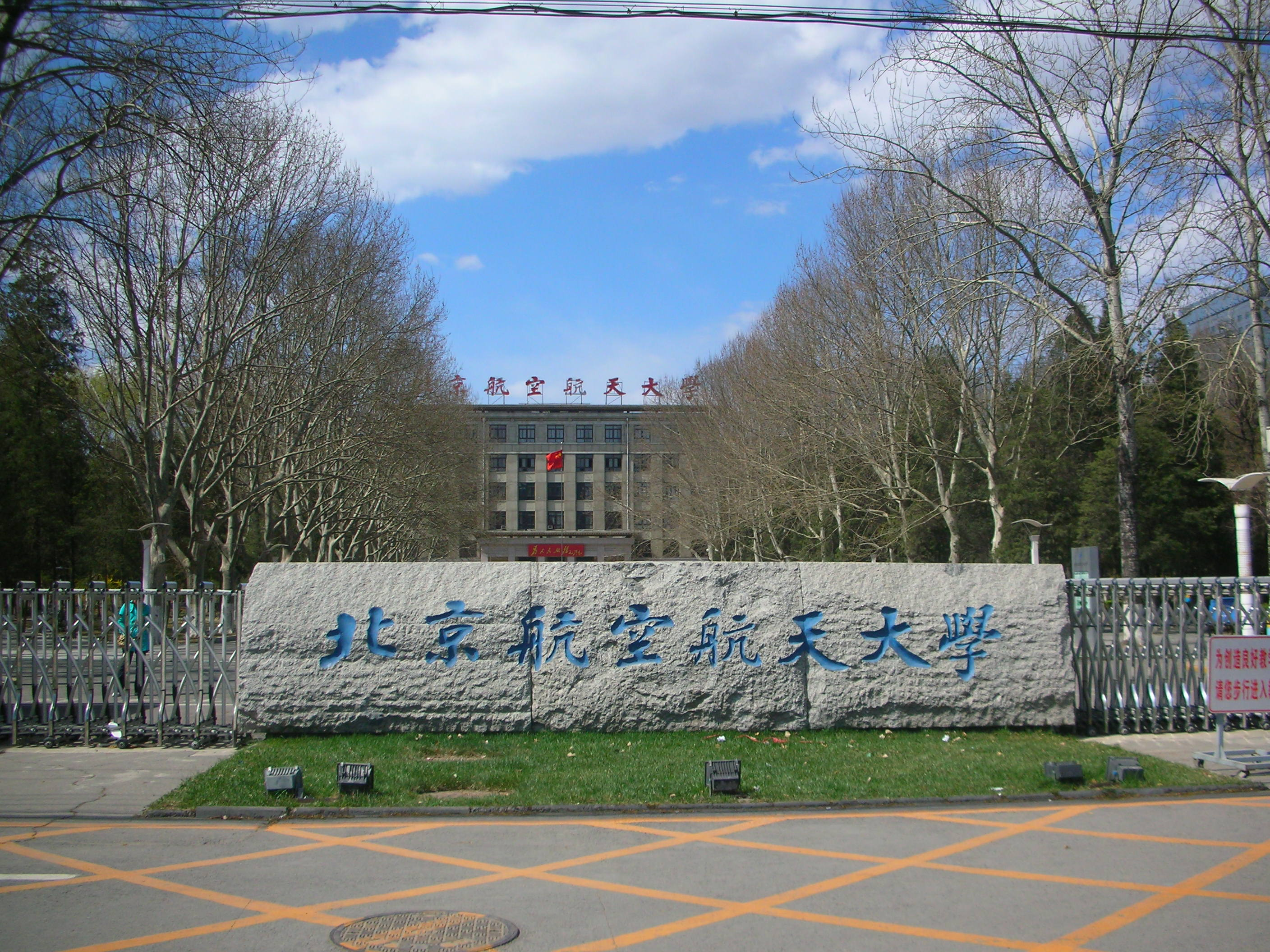
خوشنویسی بر دروازه ورودی دانشگاه بیهانگ

هنگامی که دانشگاه هوانوردی و فضانوردی پکن در سال 1952 تأسیس شد، به عنوان "موسسه هوانوردی و فضانوردی پکن" نامگذاری شد که به آن "دانشگاه بیهانگ" می‌گویند. در سال 1988 نام دانشکده به "دانشگاه هوانوردی و فضانوردی پکن" کنونی تغییر یافت و مخفف آن "دانشگاه بیهانگ" و نام انگلیسی دانشکده "دانشگاه هوانوردی و فضانوردی پکن" و انگلیسی بود. مخفف "BUAA" بود. در سال 2002 نام انگلیسی دانشگاه بیهانگ به "دانشگاه بیهانگ" امروزی تغییر یافت و مخفف انگلیسی همچنان "BUAA" بود.  نام چینی فعلی دانشگاه بی هانگ توسط خوشنویس آقای ژائو پوچو در سال 1988 زمانی که دانشگاه بی هانگ نام خود را تغییر داد، حک شد.

### شعار
شعار این دانشگاه:
توانایی، همراه با صداقت؛ تمرین، مطابق با حقیقت و باورهای اخلاقی

### نشان مدرسه، پرچم مدرسه
بدنه اصلی نشان دانشکده هوانوردی و فضانوردی دانشگاه پکن یک دایره متحدالمرکز با دو لایه لایه درونی و بیرونی است که هماهنگ و طبیعی است و نمادی از جهان بینهایت و گسترده است، ساختار چند سطحی یکپارچه و در عین حال ناهموار زمان و فضا. الگوی اصلی آن، یک فلش دوگانه رو به بالا (هواپیما)، یک تصویر انتزاعی از یک وسیله نقلیه هوافضا است. همراه با کتاب بازشده، مدار ماهواره ای بیضوی، و صور فلکی چشمک زن در فضا، آنها با هم یک فرهنگ معنوی را تشکیل می دهند که توسط آن به رسمیت شناخته شده است. دانشگاه بی هانگ، ویژگی های هوافضا با فناوری پیشرفته دانشگاه بی هانگ را برجسته می کند.
عبارت 1952 در لوگو نه تنها نشان دهنده سال تاسیس دانشگاه بیهانگ است، بلکه رسالت تاریخی بر دوش مردم بیهنگ را از منظر تاریخی خاص که اعتماد بزرگ کشور و امید پرشور هزاران ساله است برجسته می کند. ملت قدیمی
نام مدرسه چینی و نام مدرسه انگلیسی که توسط آقای ژائو پوچو حک شده است یک سیستم تضاد واضح را تشکیل می دهند: مفهوم فرهنگی خوشنویسی چینی نشان دهنده میراث و توسعه سنت فرهنگی طولانی ملت چین توسط بیهانگ است؛ نام مدرسه انگلیسی نشان می دهد که در دوره جدید تاریخی، عزم دانشگاه بیهانگ برای حرکت به سمت بین المللی شدن و مدرن شدن.
رنگ اصلی لوگو رنگ مدرسه "تکنولوژی آبی" (#01519A) است که مفهومی از باز بودن، سختگیری، ثبات و روحیه کارآفرینی دارد و ویژگی های منحصر به فرد فرهنگ بیهنگ در هدف گرفتن آسمان آبی و داشتن شجاعت کاوش، این احساس خاص مردم بیهانگ است، یک رنگ. 
به نظر می رسد که پرچم بی هانگ که در سال 2002 راه اندازی شد، آبی با حروف سفید (یا سفید با حروف آبی) است که سمت بالا نشان مدرسه بی هانگ و سمت پایین آن نام مدرسه بی هانگ به زبان های چینی و انگلیسی است. چندین پرچم مدرسه با Shenzhou 4  و Shenzhou 9 به فضا برخاسته اند و جزو اولین دسته از «مسافران» هواپیمای مسافربری C919  بودند. اطلاعات کمتری در مورد پرچم مدرسه قبل از سال 2002 وجود دارد. با توجه به اطلاعات ویدئویی پیشنهاد موفقیت آمیز پکن برای بازی های المپیک در سال 2001، پرچم مدرسه با کاراکترهای زرد رنگ در پس زمینه قرمز، با نشان مدرسه در سمت چپ بالا نشان داده شده است. گوشه و عبارت "دانشگاه بی هانگ" در گوشه سمت راست پایین (فونت ناشناخته است، اما هنوز هم می توان آن را در دانشگاه بی هانگ یافت) (در ساختمان های اداری اطراف دیده می شود).

### آهنگ رسمی
آهنگ مدرسه در 13 مه 2010، دانشگاه بیهانگ آهنگ "به ستاره ها را نگاه می کنم" را به عنوان آهنگ مدرسه ای اعلام کرد [43]. آهنگ مدرسه توسط لیو هوی ساخته شد و شعر از شعر "نگاه به بالا به ستاره ها" از ون برتر آن زمان استفاده شد.

### روح مدرسه، شعار مدرسه

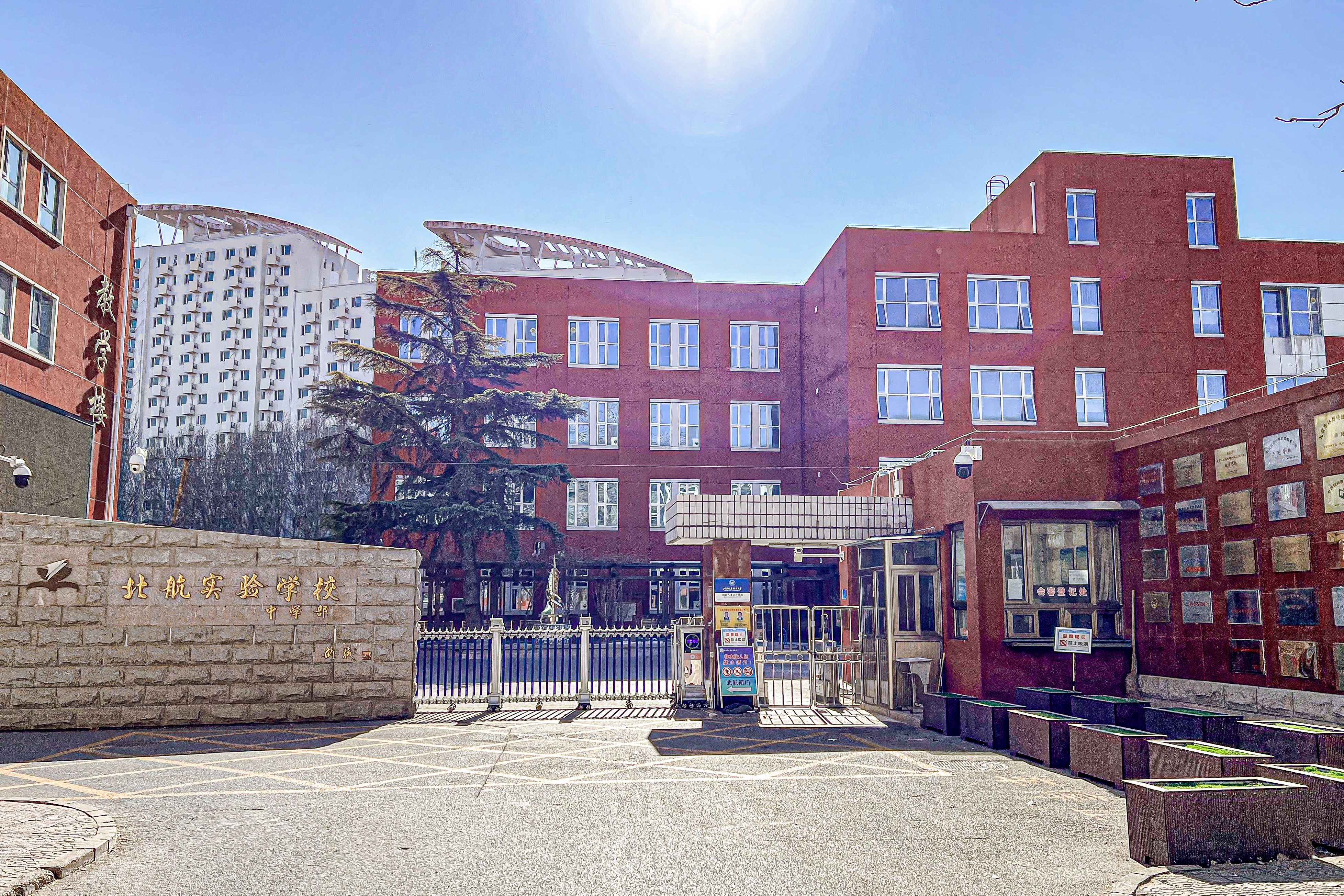
مدرسه تجربه، دانشگاه بیهانگ

روحیه مدرسه ای دانشگاه بی هانگ "سخت کوشی و سادگی، سخت کوشی و مطالعه، توسعه همه جانبه و شجاعت برای نوآوری" است. «سخت و سادگی» یعنی سخت کوشی، زمینی بودن، بی تکلف بودن، سر به زیر بودن، و کردار از حرف بلندتر است؛ «کوشش و کوشش» یعنی سخت کوشی، تحصیل، دوست داشتن علم، خستگی ناپذیر بودن. و به دنبال حقیقت؛ «توسعه همه جانبه» یعنی فضیلت داشتن استعداد و برتری تحصیلی، ادغام دانش و عمل، برجسته کردن کیفیت، جدیت در زندگی، کار و دانش؛ «شجاع در نوآوری» که در شجاعت اکتشاف متجلی است. ، به صعود ادامه دهید، جرات کنید اولین باشید، استقامت کنید و برای کمال تلاش کنید.
شعار مدرسه دانشگاه بی هانگ "داشتن توانایی و یکپارچگی سیاسی، ادغام دانش و عمل" است. «هم توانایی و هم درستی سیاسی داشتن» به معنای ممتاز بودن در شخصیت و یادگیری است و این امر مستلزم برخورداری همه معلمان، دانش آموزان و کارکنان مدرسه، حسن رفتار، درستکاری و معیارهای اخلاقی بالا و همچنین دانش فرهنگی غنی، کیفیت جامع خوب و قوی است. توانایی کار: در کشف، تجزیه و تحلیل و حل مشکلات مهارت داشته باشید، درست رفتار کنید، کارها را با وجدان انجام دهید و به روشی زمینی بیاموزید و برای تبدیل شدن به استعدادهای باکیفیت و اخلاقی، قانون مدار، تحصیل کرده و مبتکر تلاش کنید. "وحدت دانش و عمل" مستلزم همه معلمان مدرسه است دانش آموزان و کارمندان نه تنها باید حقیقت را دنبال کنند و در یادگیری مهارت داشته باشند، بلکه شجاعت تمرین و نوآوری، ترکیب نظریه با عمل، ادامه یادگیری، بهبود، و در عمل ایجاد کنند و از دانشی که آموخته اند برای حل مشکلات واقعی استفاده کنند. در عین حال باید درستکاری را هم رعایت کنیم، در گفتار و کردار ثابت قدم باشیم و در ظاهر و ظاهر ثابت قدم باشیم.

به دلیل مشارکت برجسته خود در مبارزه با فقر، دفتر فقرزدایی دانشگاه بیهنگ در کنفرانس خلاصه و تقدیرنامه ملی فقرزدایی در 25 فوریه 2021، جایزه "مجموعه پیشرفته ملی در مبارزه با فقر" را دریافت کرد.

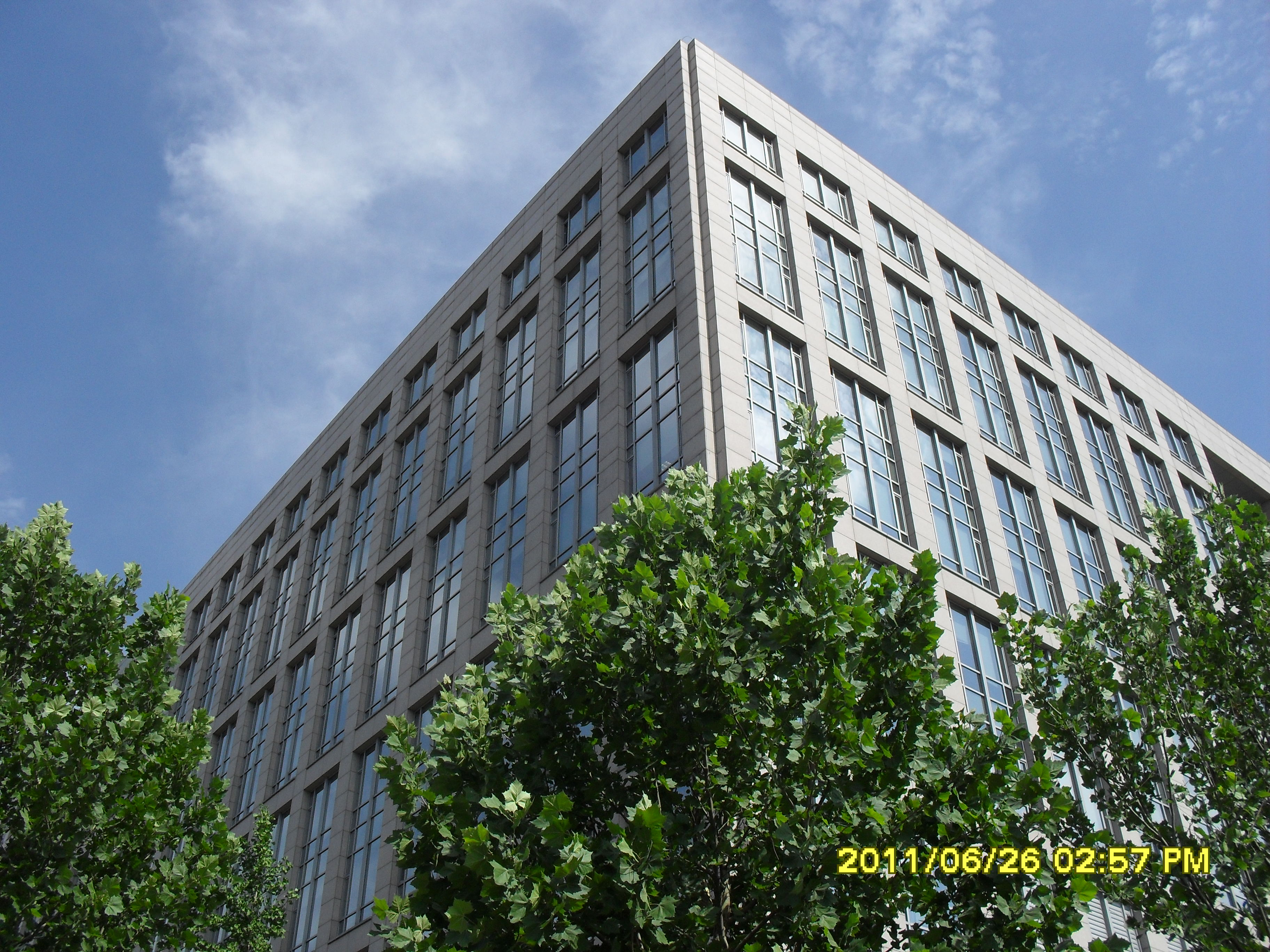
گوشه ساختمان جدید مرکزی دانشگاه بیهانگ

### سالگرد مدرسه
سالگرد دانشگاه بیهنگ هر سال 25 اکتبر است زیرا دانشگاه بیهنگ در این روز در سال 1952 تاسیس شد. از آنجایی که دانشگاه بی هانگ در روز سالگرد مدرسه تعطیلات جداگانه ای ندارد، دانشجویان بی هانگ اغلب "کارناوال سالگرد پردیس" را در تعطیلات آخر هفته به روز سالگرد مدرسه برگزار می کنند. در آن زمان، دانشکده ها و انجمن های دانشجویی مختلف غرفه هایی را برای جشن برپا می کنند. تولد مدرسه با هم با این حال، دانشگاه بی هانگ تصمیم گرفت در سالگرد مدرسه در سال 2022 یک روز تعطیل جداگانه داشته باشد. سالگرد مدرسه در سال 2023 به دلیل مرگ نخست وزیر لی کچیانگ یک هفته به تعویق افتاد.

## امکانات رفاهی
دانشگاه بیهانگ چین جهت افزایش کیفیت زندگی دانشجویان خود، امکانات مختلفی را در فضای پردیس دانشگاه فراهم کرده است. برخی از این امکانات عبارتند از:
- انجمن‌های دانشجویی: دانشگاه بیهانگ دارای کلاب‌های دانشجویی در موضوعات مختلف ادبی، سیاسی، فرهنگی و … است.
- اتحادیه دانشجویان بین‌المللی: این اتحادیه به ارائه مشاوره تحصیلی، رفاهی و … به دانشجویان خارجی می‌پردازد.
- رسانه‌های دانشجویی
- امکانات ورزشی متنوع مانند باشگاه‌های بدنسازی، استادیوم، زمین فوتبال، استخرهای شنا و …
- خدمات IT و فناوری
- موزه‌ها و گالری هنر
- سالن کنسرت: موسیقی حرفه‌ای و اجراهای هنری مانند سمفونی، درام، آهنگ و رقص اغلب در سالن کنسرت ChenXing اجرا می‌شود.
- کلینیک‌ و مرکز سلامت دانشجویان

## دانش آموختگان و استادان برجسته

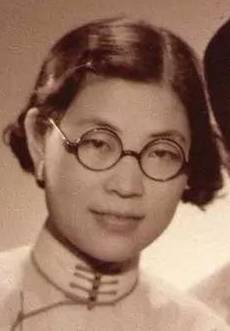
لو شیجیا،‌ مادر علم آیرودینامیک در چین، استاد سابق دانشگاه بیهانگ
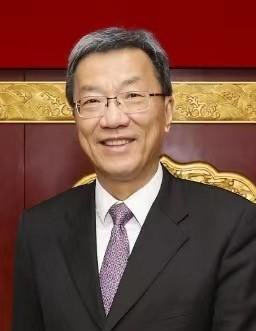
هوای جینپنگ، وزیر آموزش و پروش چین، رییس سابق و فارغ‌التحصیل دانشگاه بیهانگ
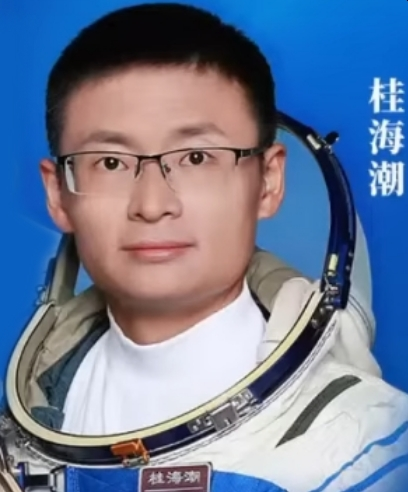
گوی هایچائو، فضانورد چینی، فارغ‌التحصیل و دانشیار مهندسی هوافضا دانشگاه بیهانگ
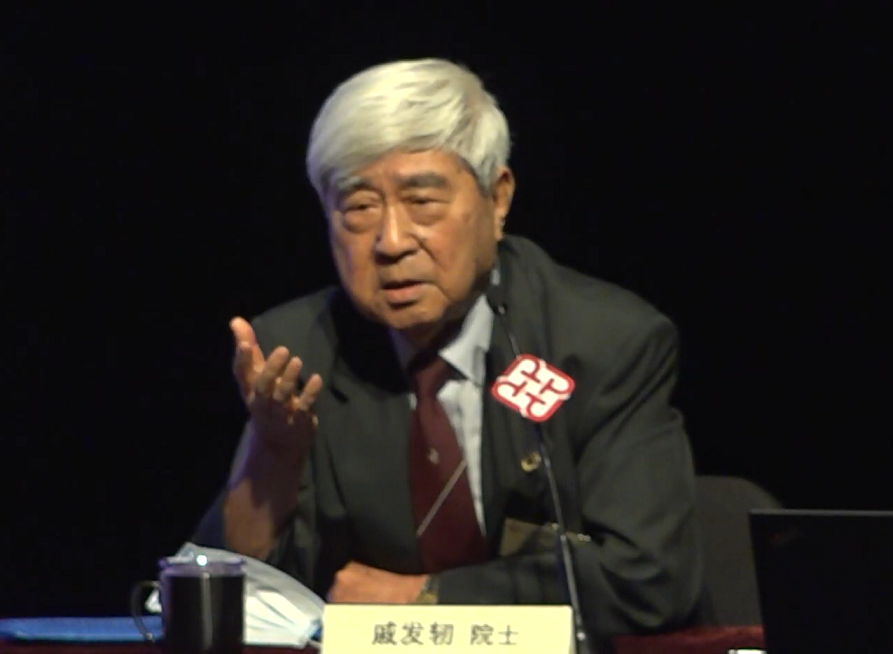
چی فارن، از طراحان نخستین ماهواره چین، فارغ‌التحصیل دانشگاه بیهانگ
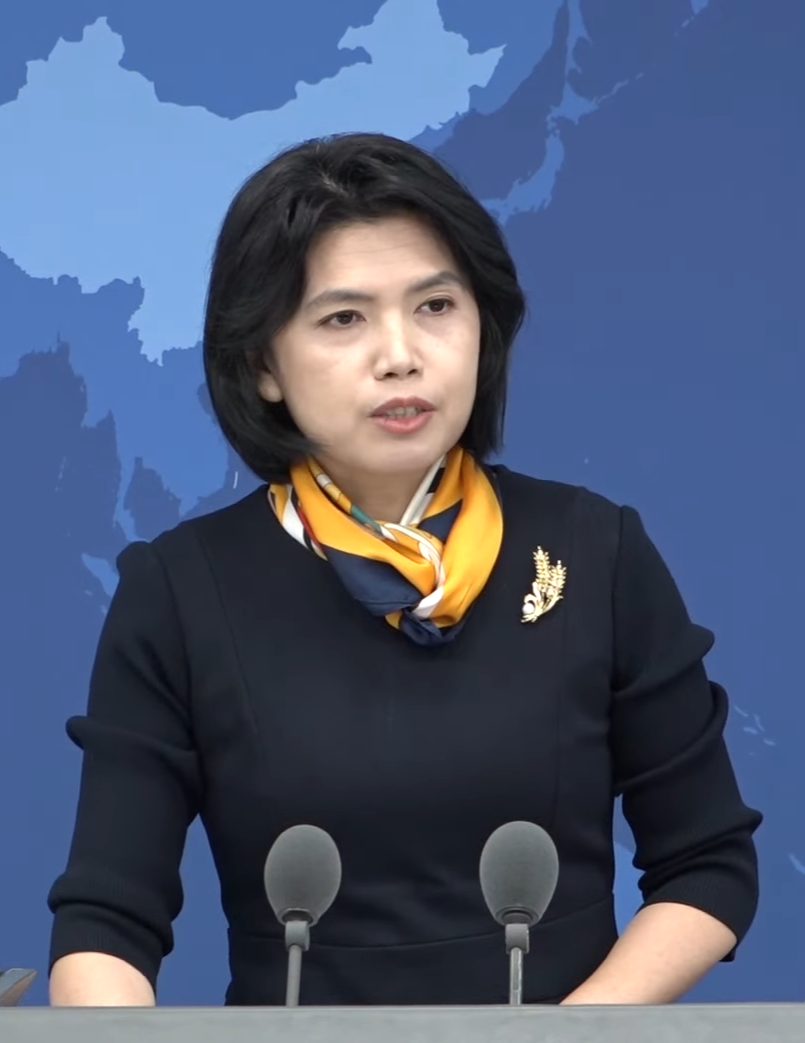
ژو فنگلیان، سخنگوی تایوان در شورای دولتی جمهوری خلق چین، فارغ‌التحصیل دانشگاه بیهانگ
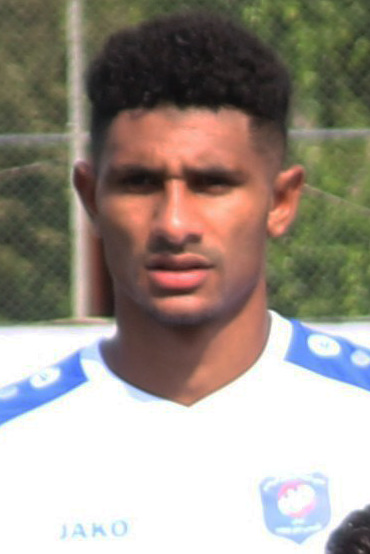
ولید شور، بازیکن تیم ملی لبنان، دانش‌آموخته دانشگاه بیهانگ

## دانشگاه بیهانگ و ایران
دانشگاه بیهانگ از دانشگاه‌های مورد تایید وزارت علوم ایران در چین است. 

## پروژه های سازه های هوافضایی
- پکن - ۱
- BUAA Mifeng-6

## منبع
1. ↑  "دانشگاه بی هانگ (Beihang University)". استادیاب | اولین پلتفرم هوشمند اپلای تحصیلی (به انگلیسی). Retrieved 2024-06-26.
2. ↑  "Map". Beihang University. Archived from the original on 2020-07-25. Retrieved 2020-08-17. Address: No. 37 Xueyuan Road, Haidian District, Beijing, P.R. China, 100083.
3. 1 2 3  cscscholarship (۲۰۲۳-۰۱-۰۱). «بورسیه تحصیلی CSC دانشگاه بیهانگ 2024». Chinese Government Scholarship 2024 | Apply Online. دریافت‌شده در ۲۰۲۴-۰۶-۲۶.
4. ↑  "ShanghaiRanking's Global Ranking of Academic Subjects - Aerospace Engineering 2023". www.shanghairanking.com. Retrieved 2024-06-11.
5. ↑  magh، reza (۲۰۲۱-۰۷-۰۲). «۱۰ دانشگاه‌ برتر دنیا در مهندسی هوافضا». با ارزش. دریافت‌شده در ۲۰۲۴-۰۶-۲۶.
6. 1 2 3 4 5 6  «دانشگاه بیهانگ چین 2024 | شرایط تحصیل + ددلاین اپلای». go2tr.co. ۲۰۲۲-۱۰-۲۱. دریافت‌شده در ۲۰۲۴-۰۶-۲۶.
7. ↑  "北京航空航天大学重点学科名单有哪些（双一流、国家级、市级）_大学生必备网". www.dxsbb.com. Retrieved 2024-01-07.
8. 1 2 3  "历史沿革-北京航空航天大学". www.buaa.edu.cn. Retrieved 2024-01-07.
9. ↑  "航空类大学中的翘楚——北京航空航天大学 —中国教育在线". news.eol.cn. Retrieved 2024-01-07.
10. ↑  Cong, Forest. "US Ban on Chinese Students With Military Links Divides Experts on Impact". www.voanews.com. Retrieved 15 June 2021.
11. ↑  «历史沿革-北京航空航天大学». web.archive.org. ۲۰۱۶-۱۲-۲۰. بایگانی‌شده از اصلی در ۲۰ دسامبر ۲۰۱۶. دریافت‌شده در ۲۰۲۴-۰۲-۱۵.
12. ↑  "清华大学航天航空学院". tsinghua (به چینی). Archived from the original on 20 December 2016. Retrieved 15 February 2024.
13. 1 2 3 4 5 6 7 8 9 10 11  «创校之始，与子念之-北京航空航天大学». www.buaa.edu.cn. دریافت‌شده در ۲۰۲۴-۰۲-۱۵.
14. ↑  «دانشگاه بیهانگ چین 2024 | شرایط تحصیل + ددلاین اپلای». go2tr.co. ۲۰۲۲-۱۰-۲۱. دریافت‌شده در ۲۰۲۴-۰۶-۱۲.
15. ↑  «今日北航-北京航空航天大学». web.archive.org. ۲۰۱۷-۰۱-۱۵. بایگانی‌شده از اصلی در ۱۵ ژانویه ۲۰۱۷. دریافت‌شده در ۲۰۲۴-۰۲-۱۵.
16. ↑  "研究生院概况 - 北京航空航天大学研究生院" (به چینی). Archived from the original on 13 February 2017. Retrieved 15 February 2024.
17. 1 2  «中共北京航空航天大学第十六次党员代表大会隆重开幕_北京航空航天大学新闻网». web.archive.org. ۲۰۱۷-۰۲-۰۶. بایگانی‌شده از اصلی در ۶ فوریه ۲۰۱۷. دریافت‌شده در ۲۰۲۴-۰۲-۱۵.
18. ↑  "北航国际通用工程学院成立暨揭牌仪式举行_北京航空航天大学新闻网". news.buaa.edu.cn. 2017-05-23. Archived from the original on 2017-05-27. Retrieved 2017-05-31.
19. ↑  "《北京日报》：北航为大一新生专设学院_北京航空航天大学新闻网". news.buaa.edu.cn. 2017-05-02. Archived from the original on 2017-05-08. Retrieved 2017-05-31.
20. ↑  任敏 (2017-05-02). "北航为大一新生专设学院". 北京日报. p. 6. Archived from the original on 2017-06-25.
21. ↑  "中巴共建北航北斗丝路学院合作备忘录在"一带一路" 国际合作高峰论坛上签约_北京航空航天大学新闻网". news.buaa.edu.cn. 2017-05-16. Archived from the original on 2017-05-19. Retrieved 2017-05-31.
22. ↑  "Second EU consultation on lead in jewellery". www.endseurope.com (به انگلیسی). Retrieved 2024-02-15.
23. ↑  «hetzel design». hetzeldesign.com. بایگانی‌شده از اصلی در ۱۷ سپتامبر ۲۰۱۹. دریافت‌شده در ۱۵ فوریه ۲۰۲۴.
24. ↑  «WebplusPro移动版提示». arch.seu.edu.cn. دریافت‌شده در ۲۰۲۴-۰۲-۱۵.
25. ↑  «园区概览-北京航空航天大学青岛研究院». qdyjy.buaa.edu.cn. دریافت‌شده در ۲۰۲۴-۰۲-۱۵.
26. ↑  «即墨政务网». www.jimo.gov.cn. دریافت‌شده در ۲۰۲۴-۰۲-۱۵.
27. ↑  "云南省政府与北航签署入滇合作发展项目协议" (به چینی). Archived from the original on 8 January 2018. Retrieved 15 February 2024.
28. ↑  «北京航空航天大学将在杭州布局研究生院：学生规模2500人_网易新闻». web.archive.org. ۲۰۱۸-۰۱-۰۸. بایگانی‌شده از اصلی در ۸ ژانویه ۲۰۱۸. دریافت‌شده در ۲۰۲۴-۰۲-۱۵.
29. ↑  "ARWU World University Rankings 2020". www.shanghairanking.com. Archived from the original on 2019-08-15. Retrieved 2020-12-01.
30. ↑  "QS World University Rankings 2022". Top Universities.
31. ↑  "US News Best Global University Rankings 2023".
32. ↑  "QS University Rankings: BRICS 2019". Top Universities.
33. ↑  "THE Emerging University Rankings 2022". 30 October 202.
34. ↑  "US News Asia University Rankings 2023".
35. ↑  "Overall Ranking, Best Chinese Universities Rankings - 2019". www.shanghairanking.com. Archived from the original on 2020-03-30. Retrieved 2020-12-01.
36. ↑  "科学技术司. 2017年高等学校科技统计资料汇编 (PDF). 中华人民共和国教育部" (PDF) (به چینی).
37. ↑  «中华人民共和国教育部高等学校章程核准书第43号（北京航空航天大学） - 中华人民共和国教育部政府门户网站». www.moe.gov.cn. دریافت‌شده در ۲۰۲۴-۰۲-۱۵.
38. ↑  «北京航空航天大学-光明日报-光明网». epaper.gmw.cn. دریافت‌شده در ۲۰۲۴-۰۲-۱۵.
39. ↑  «【人物】大爱之情永相传——钱士湘教授一家的北航情缘_北京航空航天大学新闻网». web.archive.org. ۲۰۱۷-۰۲-۰۷. بایگانی‌شده از اصلی در ۷ فوریه ۲۰۱۷. دریافت‌شده در ۲۰۲۴-۰۲-۱۵.
40. ↑  "北航校徽-北京航空航天大学". buaa (به چینی). Archived from the original on 13 December 2017. Retrieved 15 February 2024.
41. ↑  "北航校旗乘"神舟四号"探宇 回到母校. 北京晚报（转载于中国网）". china.com (به چینی).
42. ↑  "北航校旗乘"神舟四号"探宇 回到母校. 北京晚报（转载于中国网）". miit.gov.cn (به چینی).
43. ↑  "温家宝诗作《仰望星空》成北京航空航天大学校歌--中国共产党新闻-人民网". people.com (به چینی). Archived from the original on 4 March 2016. Retrieved 15 February 2024.
44. ↑  "北航校风-北京航空航天大学". buaa.edu (به چینی). Archived from the original on 13 December 2017. Retrieved 15 February 2024.
45. ↑  «北航校训-北京航空航天大学». web.archive.org. ۲۰۱۷-۱۲-۱۳. بایگانی‌شده از اصلی در ۱۳ دسامبر ۲۰۱۷. دریافت‌شده در ۲۰۲۴-۰۲-۱۵.
46. ↑  «关于全国脱贫攻坚先进个人先进集体拟表彰对象的公示-中新网». www.chinanews.com.cn. دریافت‌شده در ۲۰۲۴-۰۲-۱۵.
47. ↑  «全国脱贫攻坚1981名先进个人和1501个先进集体名单发布_中国政库_澎湃新闻-The Paper». www.thepaper.cn. دریافت‌شده در ۲۰۲۴-۰۲-۱۵.
48. ↑  «新京报 - 好新闻，无止境». web.archive.org. ۲۰۲۱-۰۸-۲۰. بایگانی‌شده از اصلی در ۲۰ اوت ۲۰۲۱. دریافت‌شده در ۲۰۲۴-۰۲-۱۵.
49. ↑  «ȫ����ƶ�����Ƚ�����������1501����». web.archive.org. ۲۰۲۱-۰۷-۱۹. بایگانی‌شده از اصلی در ۱۹ ژوئیه ۲۰۲۱. دریافت‌شده در ۲۰۲۴-۰۲-۱۵. کاراکتر replacement character در |عنوان= در موقعیت 2 (کمک)